# Транспорт Вірменії
Транспорт Вірменії представлений автомобільним , залізничним , повітряним , водним (озерним)  і трубопровідним , у населених пунктах  та у міжміському сполученні діє громадський транспорт пасажирських перевезень. Площа країни дорівнює 29 743 км² (143-тє місце у світі). Форма території країни — витягнута з південного сходу на північний захід; ряд малих обопільних ексклавів-анклавів на сході з Азербайджаном; максимальна дистанція з півночі на південь — 275 км, зі сходу на захід — 210 км. Географічне положення Вірменії дозволяє країні контролювати транспортні шляхи між Південним Кавказом і Близьким Сходом; шляхи сполучення між акваторіями Чорного і Каспійського морів (перш за все потоки вуглеводнів); доступ до азербайджанського ексклаву, Нахічевані з півночі та сходу.

## Автомобільний
Загальна довжина автошляхів у Вірменії, станом на 2013 рік, дорівнює 7 792 км (143-тє місце у світі). З Єревану, столиці Вірменії, розходяться чотири багатосмугові «автобани» — в Арарат, Аштарак, Вагаршапат і Севан. Мегрійська траса на ділянці Єреван — Арарат подвійна: на південь в обхід міста іде швидкий «автобан», а з півночі — паралельна йому стара траса, якою йдуть приміські автобуси. Такого явища, як закриті на зиму перевали, у Вірменії немає.

Європейські автокоридори Південного Кавказу
Карта головних автошляхів ВірменіїКарта головних автошляхів Вірменії
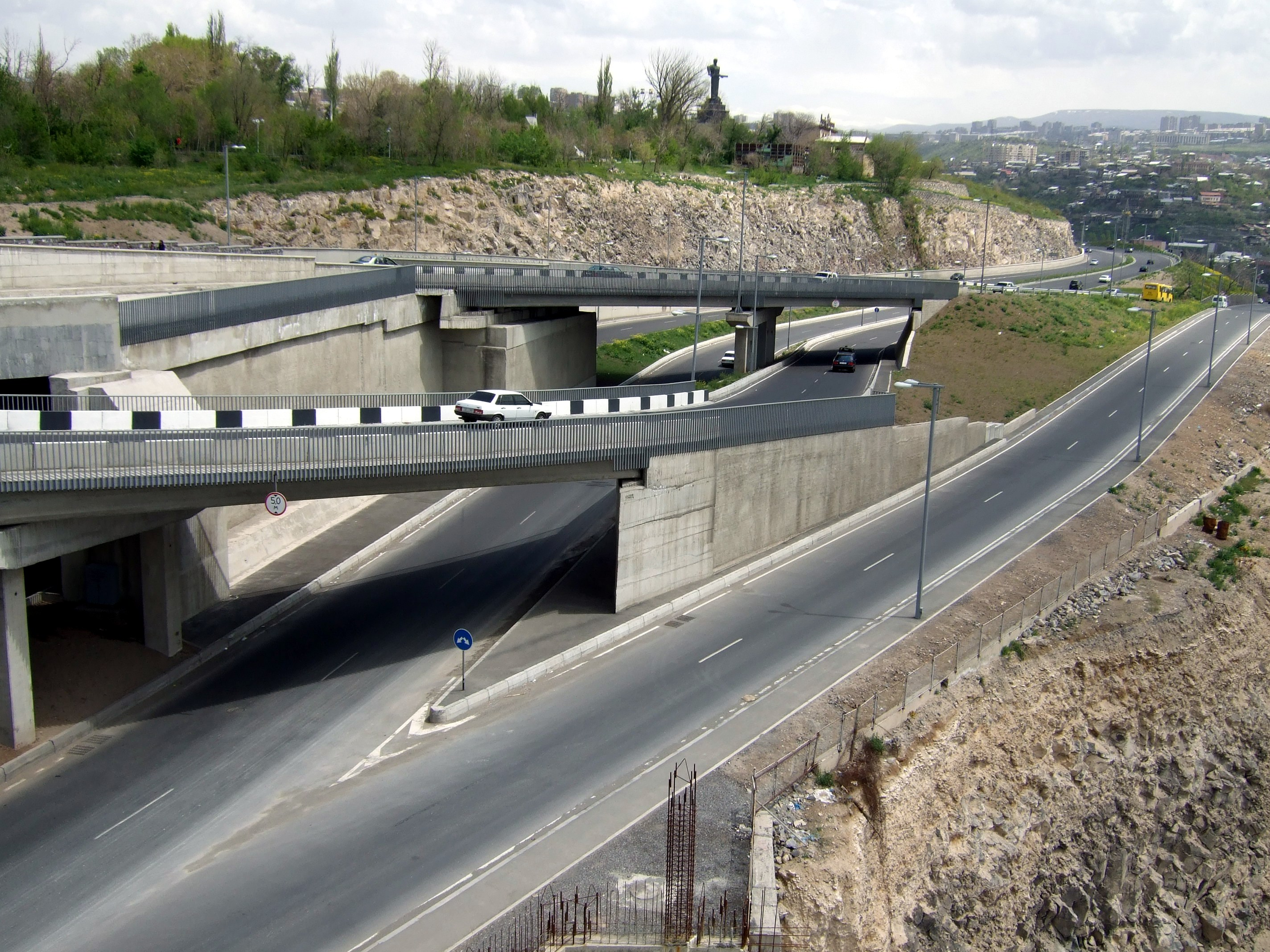
Транспортна розв’язка в Єревані
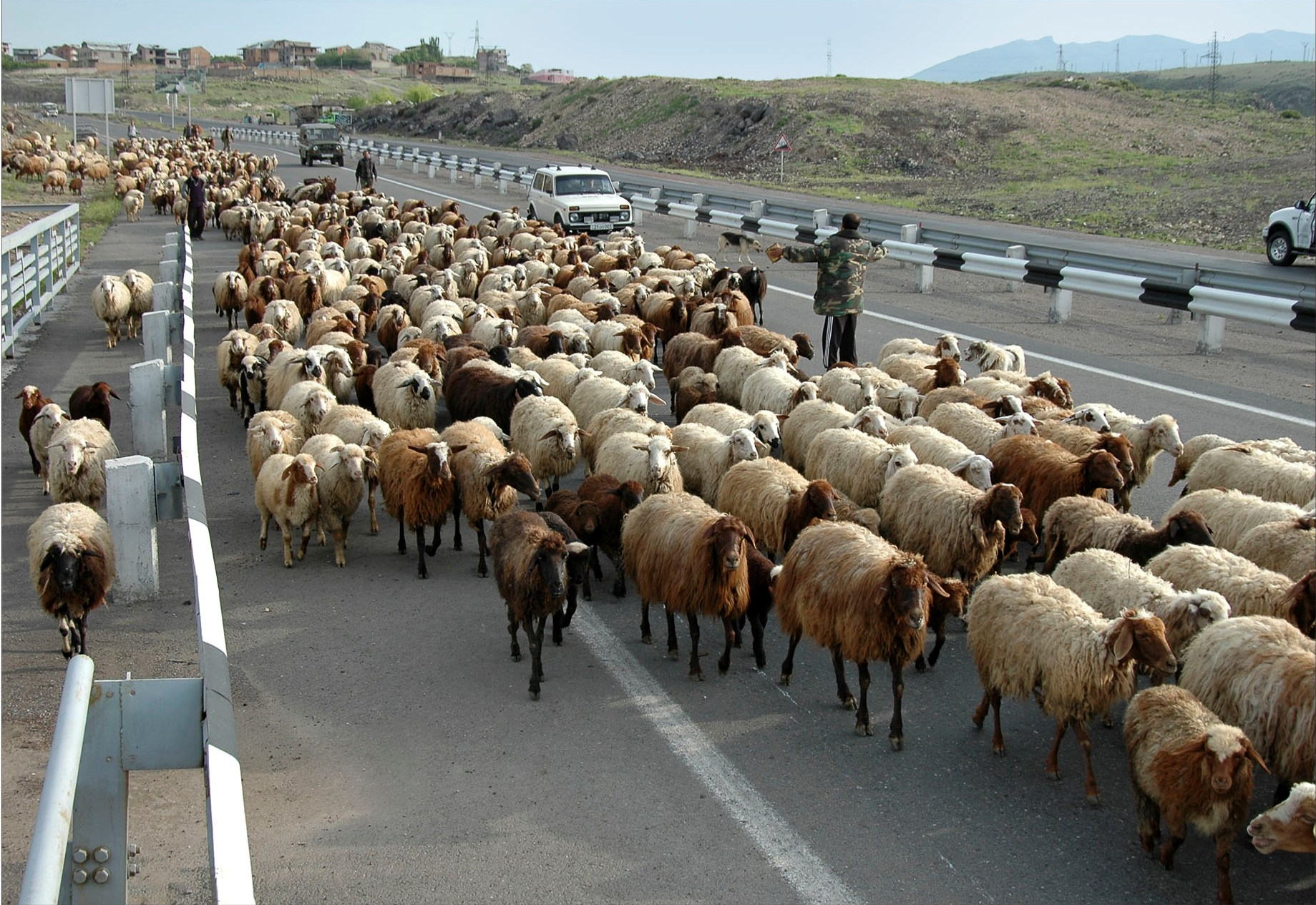
Отара овець на дорозі
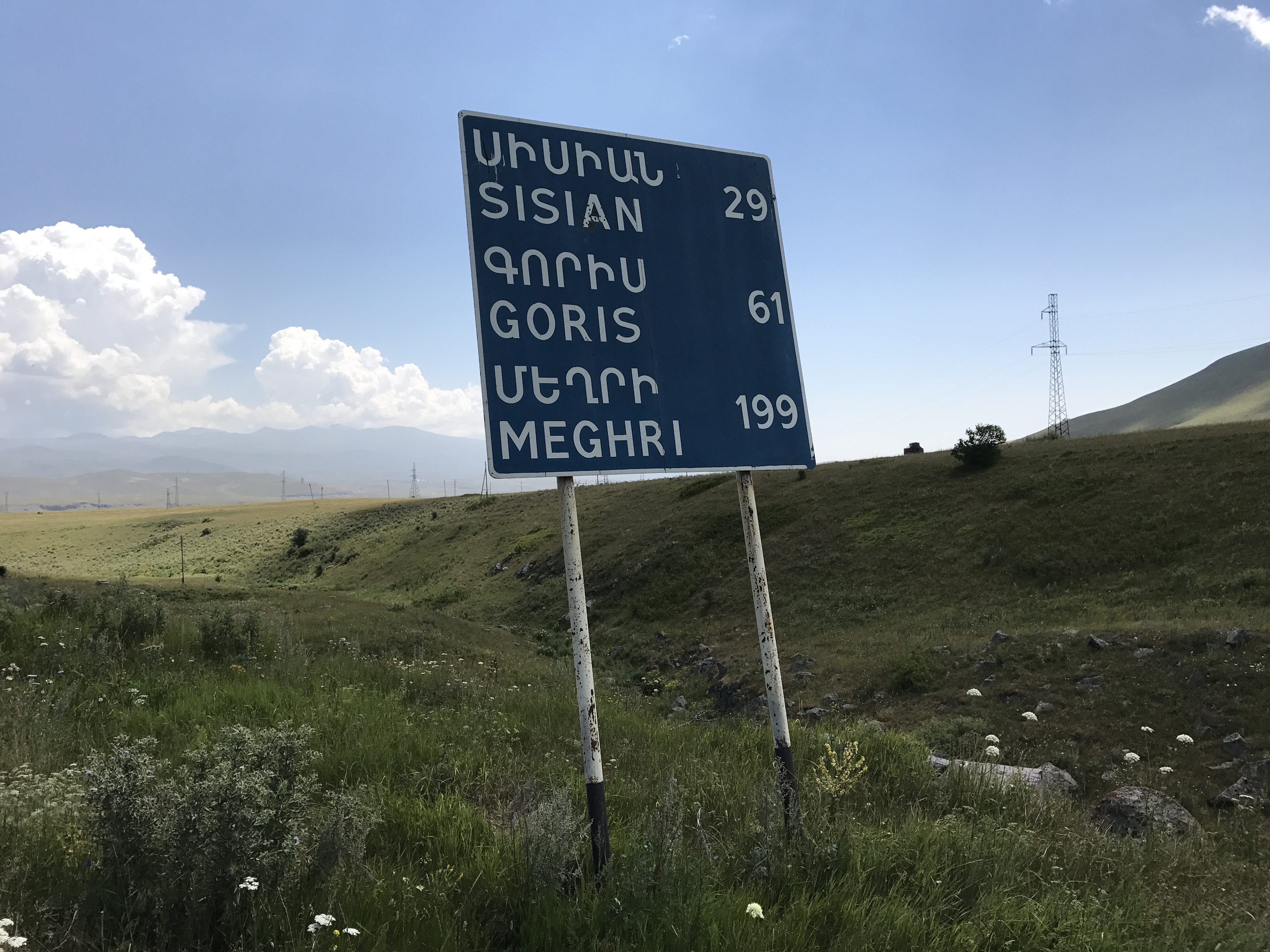
Дорожній знак у Вірменії
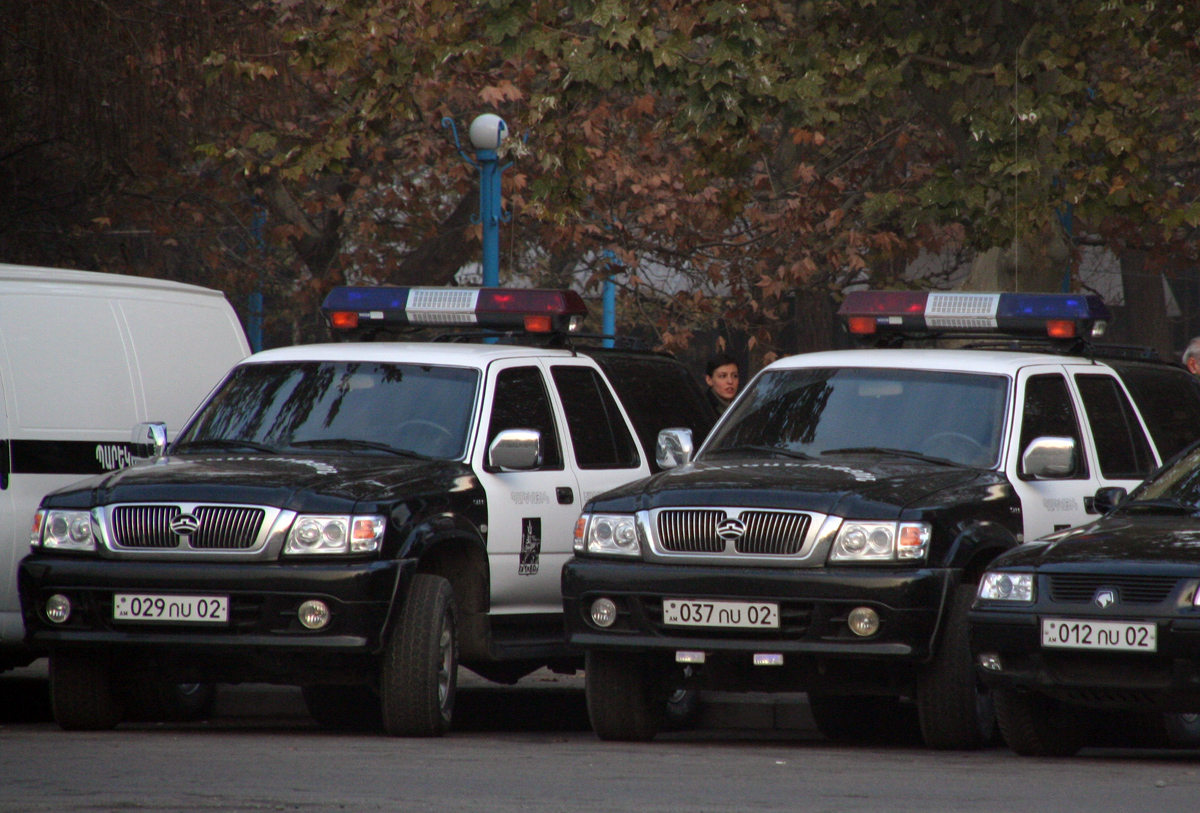
Поліцейські автомобілі Вірменії

Головні дороги з найбільшим трафіком це траси:
- Єреван — Аштарак — Гюмрі — Ахалкалак
- Єреван — Арарат — Горіс — Степанакерт/Мегрі
- Єреван — Аштарак — Ванадзор — Тбілісі
- Єреван — Севан — Діліжан — Іджеван.

Решта доріг, незважаючи на гарне покриття не «відвідуються» так часто. Є кілька перевалів: між Єхегнадзором і Сісіаном та Селімський перевал. На Варденіс легше їхати через Мартуні. До Ірану автомобілі їдуть через Капан і Мегрі.
Автостоп популярний у Вірменії як на основних трасах, так і на сільських дорогах.

## Залізничний
Загальна довжина залізничних колій країни, станом на 2014 рік, становила 780 км (97-ме місце у світі), усі широкої 1520-мм колії (780 км електрифіковано). Лише 726 км експлуатується.

### Ширококолійна залізниця
Вірменська залізниця (вірм. Հարավկովկասյան Երկաթուղի) здійснює перевезення пасажирів у міждержавних пасажирських поїздах далекого прямування, у приміських пасажирських поїздах, а також здійснює перевезення вантажів. Вірменська залізниця належить Південно-Кавказькій залізниці, яка в свою чергу є дочірнім підприємством Російської залізниці.
На залізниці розташовано 73 станції, з яких 69 діючі і 4 недіючі. Вся залізнична мережа електрифікована. Вокзали діють в трьох найбільших містах — Єревані, Гюмрі та Ванадзорі. Є чотири міждержавних переходи — Айрум — Садахло (Грузія), Ахурян — Догукапі (Туреччина), Єрасх — Велідаг (Азербайджан) та Іджеван — Бархударлі (Азербайджан). З них діє лише перехід Айрум — Садахло. Ахурян — Догукапі відновлюється і при відкритті вірмено-турецького кордону, який закрили з ініціативи Туреччини з 1992 рік а у зв'язку з відкритою підтримкою Азербайджана у вірмено-азербайджанської війні 1987—1994 рр.. буде відразу ж задіяний. Переходи з Азербайджаном закриті у зв'язку з двосторонньою блокадою через нав'язану Вірменії війну проти населення Нагірного Карабаху. У структуру Вірменської залізниці входять три локомотивних і два вагонних депо:
- Санаїнське локомотивне депо
- Гюмрійське локомотивне депо
- Єреванське локомотивне депо
- Гюмрійське вагонне депо
- Єреванське вагонне депо

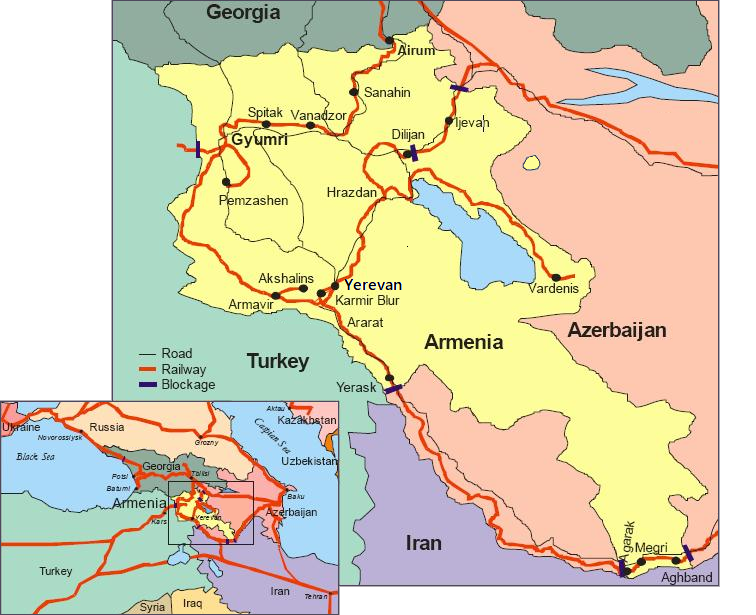
Карта основних залізничних маршрутів
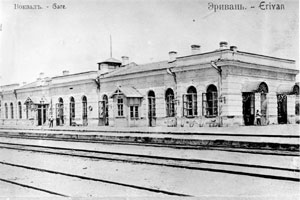
Будівля Еріванського вокзалу, 1902 рік
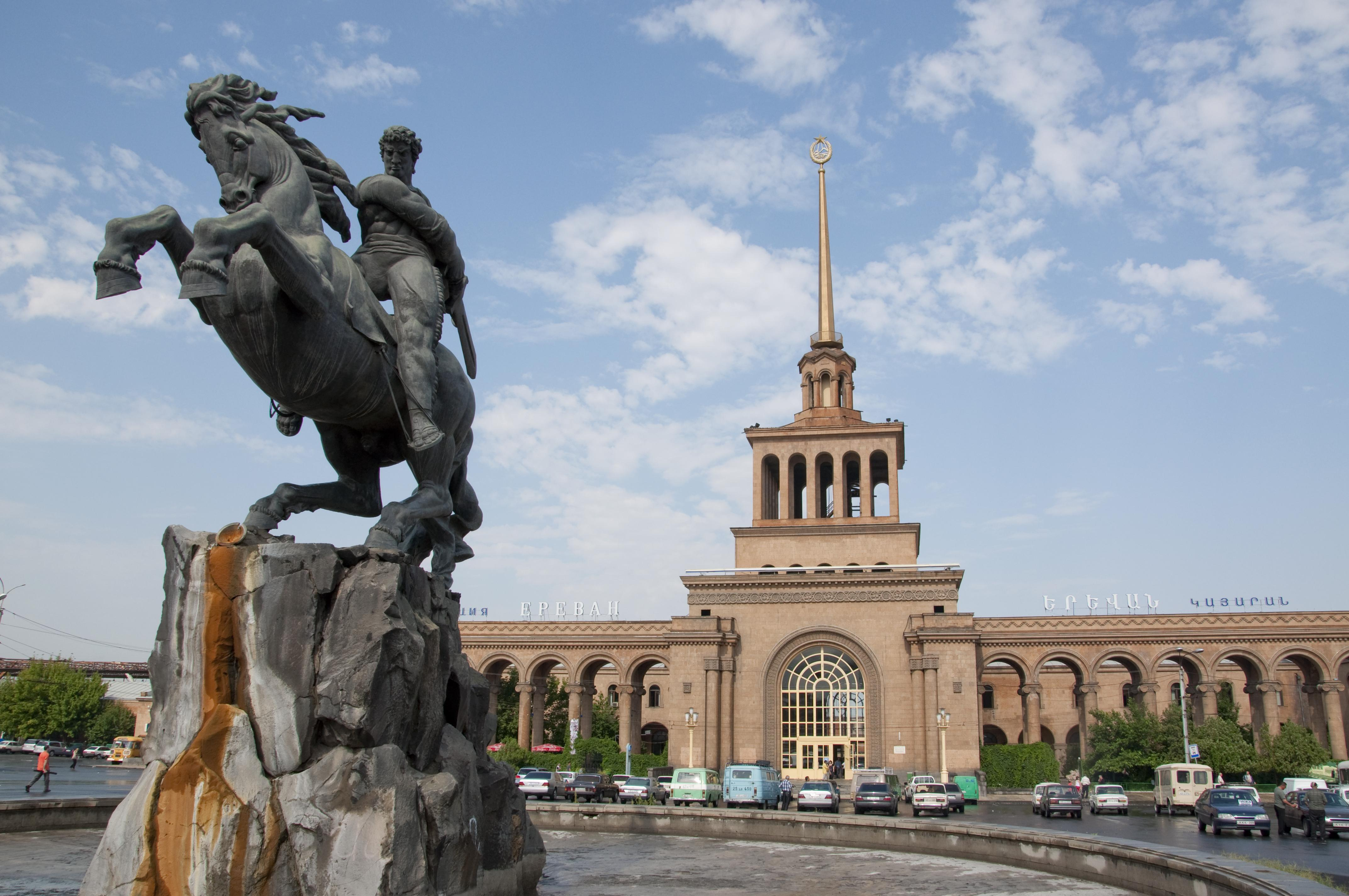
Єреванський залізничний вокзал, 2009 рік
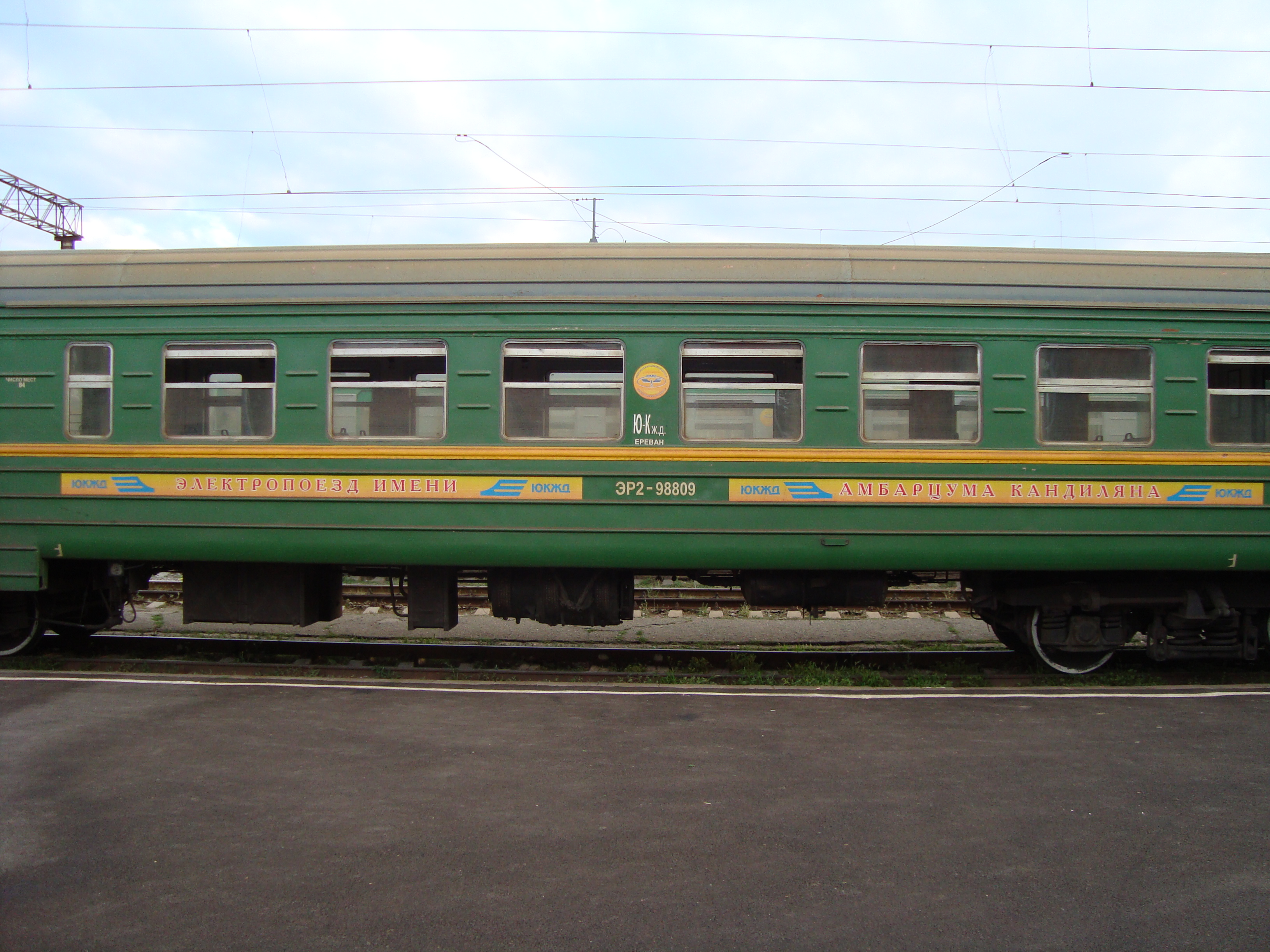
Приміський електропоїзд № 7017 імені Амбарцума Канділяна на станції Армавір
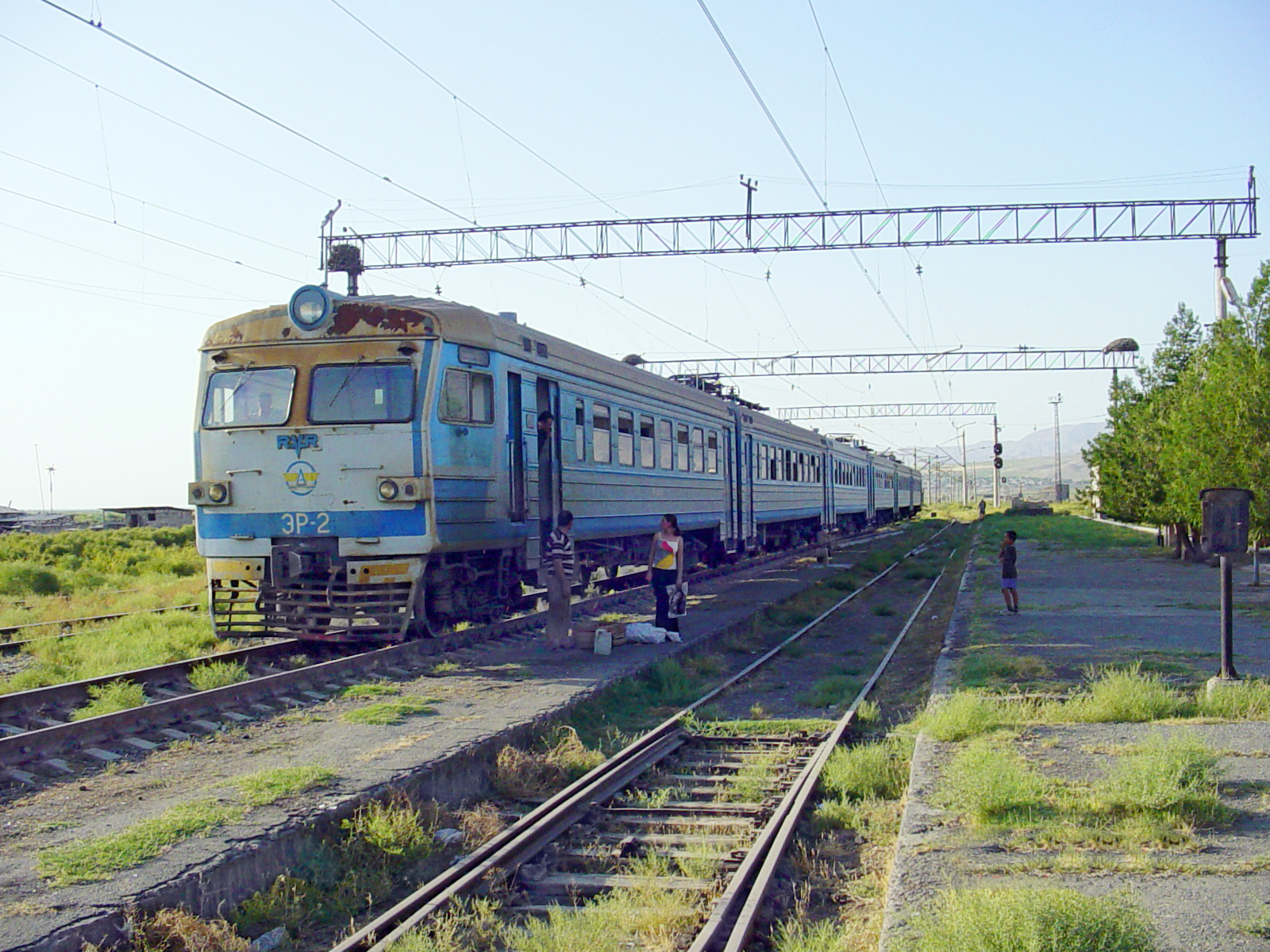
Єлектропотяг на станції Єрасх (південь країни)

У міждержавному сполученні курсують потяги до Тбілісі та Батумі. Діє близько 10 приміських поїздів, які курсують в основному з Єревану або з Гюмрі. Є кілька основних діючих залізничних гілок:
- Канакер (Єреван) — Раздан — Сотк
- Раздан — Іджеван
- Єреван — Масіс
- Єрасх — Масіс — Армавір — Гюмрі
- Армавір — Аршалуйс
- Гюмрі — Ахурян
- Гюмрі — Маралік
- Гюмрі — Ванадзор — Айрум

Активний розвиток залізничного транспорту почався у зв'язку з переходом Вірменської залізниці під управління структурного підрозділу Російської залізниці — Південно-Кавказької залізниці. Окрім удосконалення інфраструктури і рухомого складу також планується будівництво та реконструкція нових і старих ділянок залізниці. Наприклад президент Вірменії та президент Ірану підписали безпрецендентну угоду про будівництво залізниці між Вірменією та Іраном завдовжки понад 500 км і вартістю за різними даними від 1 до 2 мільярдів доларів. Також важливе значення має відновлення руху ділянкою Ахурян — Догукапі залізниці Гюмрі — Карс, яка з'єднує Вірменію і сучасну Туреччину. Відновлювальні роботи на станції Ахурян вже ведуться. Ще одним не менш важливим проектом є будівництво 20-км ділянки залізниці від станції Ванадзор до станції Фіолетово. Ця лінія скоротить відстань між столицею і найбільшими промисловими підприємствами Вірменії і вірмено-грузинським кордоном, через яку проходить весь експорт з Вірменії залізницею. Також дана гілка створить залізничне кільце Вірменії.
На сьогодні залізничний транспорт у Вірменії є динамічно розвивається, він гідно конкурує з домінуючим у внутрішніх перевезеннях автомобільним транспортом, а також з домінуючим у міждержавних перевезеннях авіаційним транспортом.

### Вузькоколійна залізниця

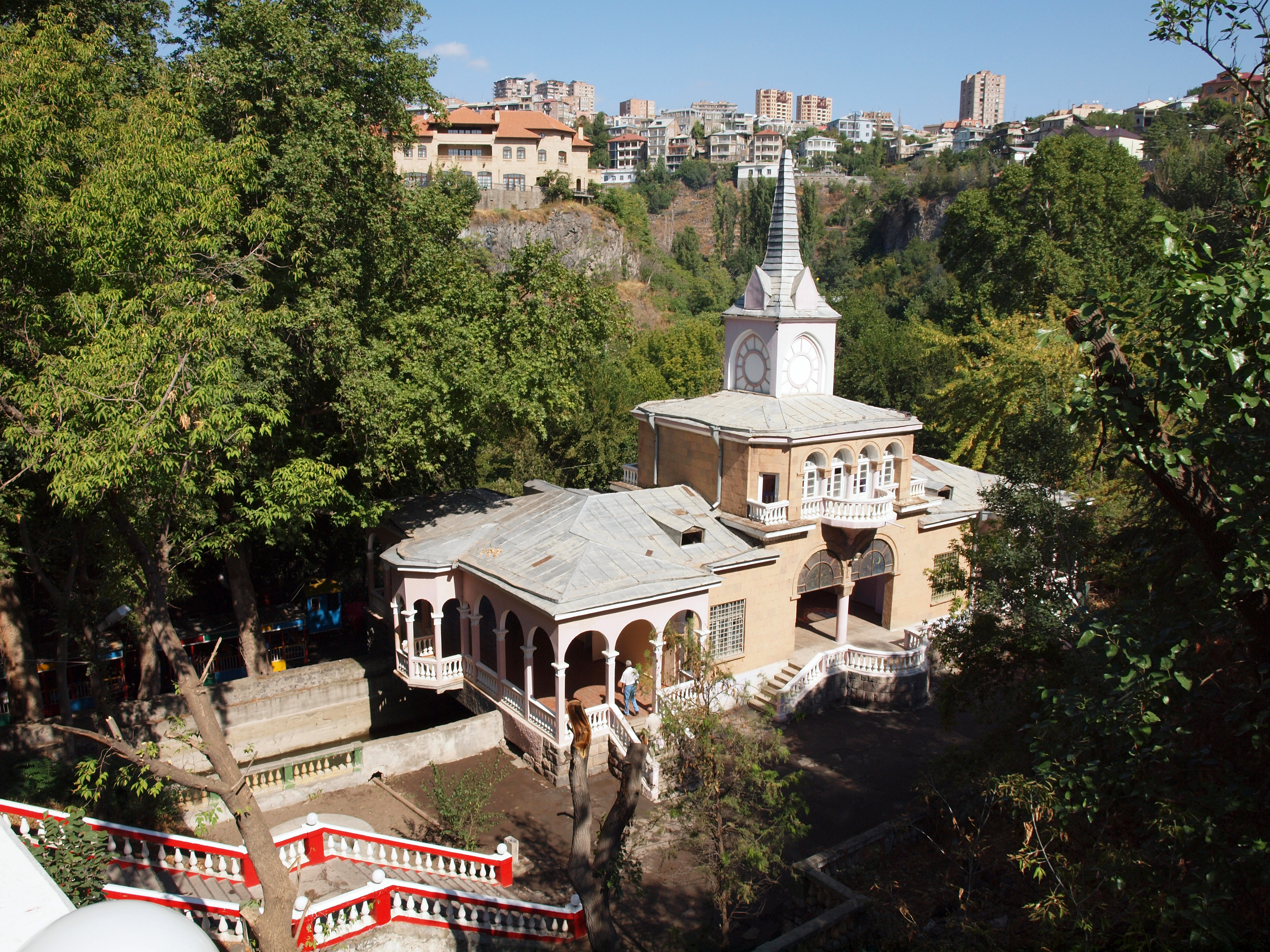
Станція дитячої вузькоколійної залізниці в Єревані

Вузькоколійні залізниці Вірменії, на відміну від стандартних ширококолійних не призначені для перевезення пасажирів у приміському або у міжміському сполученні. Перша вузькоколійна залізниця у Вірменії була відкрита у 1906 в Єревані, це була Еріваньська міська кінно-рейкова дорога. Потім під час Першої світової війни в терміновому порядку споруджувалися військові вузькоколійні залізниці для перевезення солдатів, зброї, боєприпасів та провізії Російської імперії до російсько-турецького фронту. Згодом ці залізниці виявилися на території Туреччини, частина з них перешита на широку колію, а інша розібрана.
Сучасні вузькоколійні залізниці Вірменії можна розділити на два види:
- Дитячі залізниці у великих містах
- Промислові залізниці на промислових підприємствах

## Повітряний
За радянських часів у Вірменії аеродроми були практично у всіх районних центрах і з них регулярно здійснювалися авіарейси, як по республіці, так і в інші республіки СРСР, у тому числі в Росію, Грузію та Азербайджан. Також там базувалася авіація для меліорації полів. Майбутня доля більшості аеродромів невідома. Швидше за все вони не функціонують взагалі, а можливо і закинуті. В умовах блокади з боку Туреччини та Азербайджану, а також нестабільної ситуації на грузино-російському кордоні, авіаційний транспорт, фактично є основним видом міжнародних пасажирських перевезень.
У країні, станом на 2013 рік, діє 11 аеропортів (154-те місце у світі), з них 10 із твердим покриттям злітно-посадкових смуг і 1 із ґрунтовим. Аеропорти країни за довжиною злітно-посадкових смуг розподіляються наступним чином (у дужках окремо кількість без твердого покриття):
- довші за 10 тис. футів (>3047 м) — 2 (0);
- від 10 тис. до 8 тис. футів (3047-2438 м) — 2 (0);
- від 8 тис. до 5 тис. футів (2437—1524 м) — 4 (0);
- від 5 тис. до 3 тис. футів (1523—914 м) — 2 (1)[1].

У Вірменії виконують постійні рейсові пасажирські авіаперевезення лише два аеропорти — Міжнародний аеропорт «Звартноц», Єреван та Аеропорт «Ширак», Гюмрі. Наприклад за вересень-грудень 2006 р. на частку авіатранспорту припало 67,6 % виїжджаючих з країни (з них на «Звартноц» — 64,3 %; на «Ширак» — 3,3 %) і 60,5 % в'їжджаючих в країну (з них «Звартноц» — 57,1 %; «Ширак» — 3,4 %). Інші аеропорти не використовуються для перевезення пасажирів і в основному знаходяться в жалюгідному стані. Існують аеропорти в Степанавані (марз Лорі, північна Вірменія), Горісі (марз Сюнік, південна Вірменія) і Таширі (марз Лорі, північна Вірменія).
У країні, станом на 2015 рік, зареєстровано 3 авіапідприємства, які оперують 5 повітряними суднами.

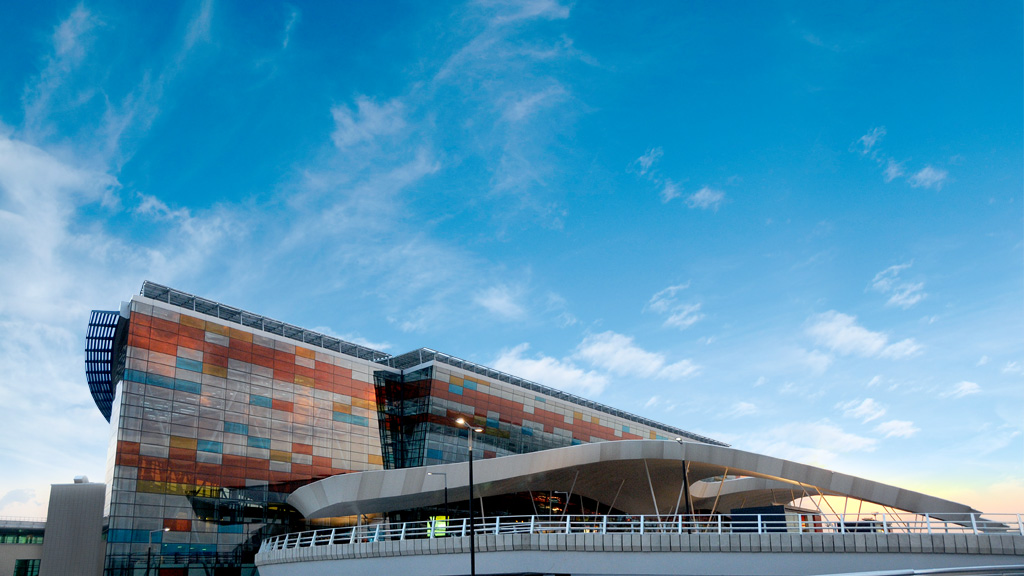
Термінал аеропрту «Звартноц»
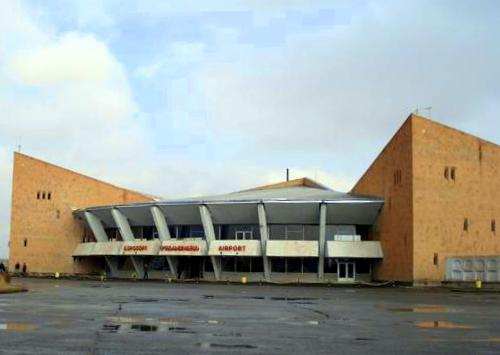
Термінал аеропрту «Ширак»
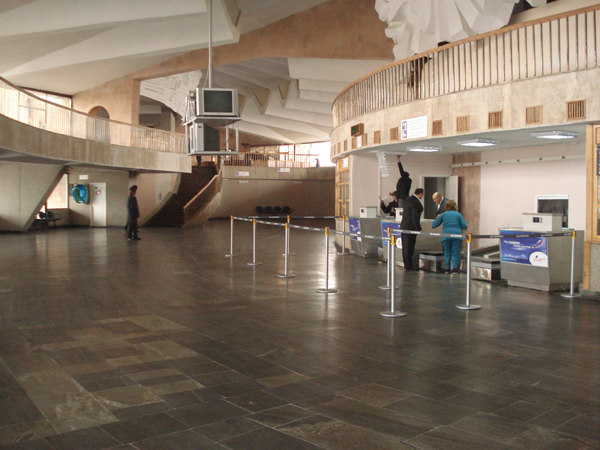
Інтер’єр терміналу аеропорту «Ширак»
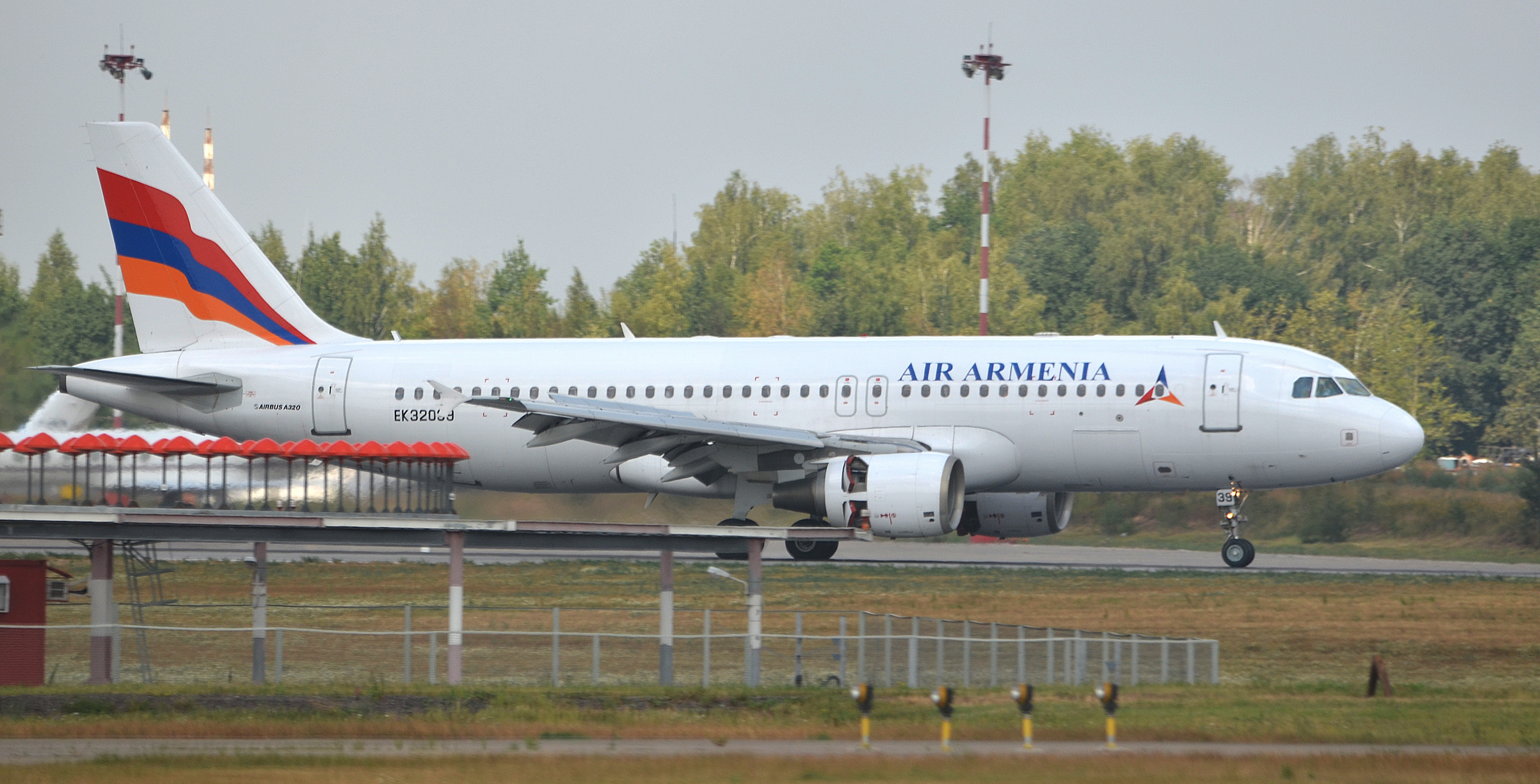
Airbus A320 у лівреї авіакомпанії «Ейр Арменіа»

Вірменія є членом Міжнародної організації цивільної авіації (ICAO). Згідно зі статтею 20 Чиказької конвенції про міжнародну цивільну авіацію 1944 року, Міжнародна організація цивільної авіації для повітряних суден країни, станом на 2016 рік, закріпила реєстраційний префікс — EK, заснований на радіопозивних, виділених Міжнародним союзом електрозв'язку (ITU). Аеропорти Вірменії мають літерний код ІКАО, що починається з — UD.

### Аеропорт «Звартноц»
Міжнародний аеропорт «Звартноц», який розташований за 10 км на захід від Єревана є головними повітряними воротами Вірменії. З аеропорту здійснюються рейси в 70 міст світу. Аеропорт був побудований в 1961 р. за планом архітекторів А. Тарханяна, С. Хачикяна, Л. Черкезяна, Ж. Шехляна та конструктора С. Багдасаряна. З аеропорту до Єревана регулярно курсують автобуси і маршрутки. На таксі прямо з аеропорту можна потрапити до будь-якої точки країни, невизнаної Нагірно-Карабахської Республіки на території Азербайджану (що є незаконним) і Грузії. В 1998 р. був відкритий новий вантажний термінал. В 2001 р. аеропорт був переданий в оренду на 30 років аргентинській компанії «Аеропуертос Архентіна 2000». В 2004 р. почалося будівництво нового міжнародного терміналу. Влітку 2007 р. новий термінал був відкритий.

### Аеропорт «Ширак»
Аеропорт «Ширак» розташований за 5 км від другого за величиною міста у Вірменії — Гюмрі, який також є адміністративним центром марза (області) Ширак. У наш час аеропорт «Ширак» є другим і останнім аеропортом у Вірменії, який здійснює постійні регулярні пасажирські авіаперевезення. З Гюмрі регулярними рейсами можна відлетіти лише в Москву, Сочі та Ростов-на-Дону. Аеропорт розташований в північно-західній частині сучасної Вірменії і є зручнішим, ніж єреванський «Звартноц» для жителів північної Вірменії, а також зручнішим, ніж тбіліський аеропорт для мешканців Джавахетія. Аеропорт знаходиться під управлінням компанії «Аеропуертос Архентіна 2000» і ведуться роботи з модернізації аеропорту (зокрема була поліпшена злітно-посадочна смуга, покращено освітлення, а також основний термінал). Компанія «Аеропуертос Архентіна 2000» має намір інвестувати $ 10 мільйонів в цьому році, щоб розпочати програму модернізації і впродовж найближчих років буде інвестовано більше, щоб аеропорт повністю відповідав міжнародним стандартам.

### Аеропорт «Еребуні»
Аеропорт «Еребуні» є другим аеропортом Єревана, який знаходиться у межах столиці, за 7 км на південь від центру міста. З аеропорту не здійснюються регулярні пасажирські авіаперевезення й аеропорт більше використовується для військових потреб, на ньому базується авіація ВПС Вірменії та ВПС Росії, які спільно проводять чергування з охорони південних рубежів країн-учасників ОДКБ. З аеропорту здійснюються приватні пасажирські чартерні рейси в країни СНД, а також здійснюється незаконне нерегулярне туристичне вертолітне сполучення з єдиним аеропортом в невизнаній Нагірно-Карабахської Республіці — Степанакертським.

## Водний
У зв'язку з відсутністю виходу до моря, судноплавних річок та великих водойм, водний транспорт незатребуваний у Вірменії. На озері Севан і на інших водоймах є аматорські яхти, катери, човни та інші плавзасоби. У Вірменії немає жодного порома. Ділянки, на яких був би затребуваний пором, вже давно мають мости. Якщо казати про відсутність порома через Севан, то це можна пояснити відсутністю пасажиропотоку. Наприклад, якщо казати про пором через озеро за максимальною довжиною (з міста Варденіса або Мартуні до міста Севан), то це займе набагато більше часу, ніж доїхати автомобільним транспортом через якісні дороги, які проходять по обох берегах озера. Якщо говорити про пором через озеро в ширину, то слід зазначити, що на північно-східному узбережжі розташовані лише невеликі села, а з протилежного боку є лише одне місто Гавар, у зв'язку з чим відсутній великий пасажиропотік і відповідно порома немає, так як мешканцям північно-східного узбережжя озера легше дістатися автомобільним транспортом в міста Варденіс, Чамбарак, Севан або взагалі на електричці доїхати через те ж місто Севан в більші міста Раздан, Абовян або прямо до Єревана.

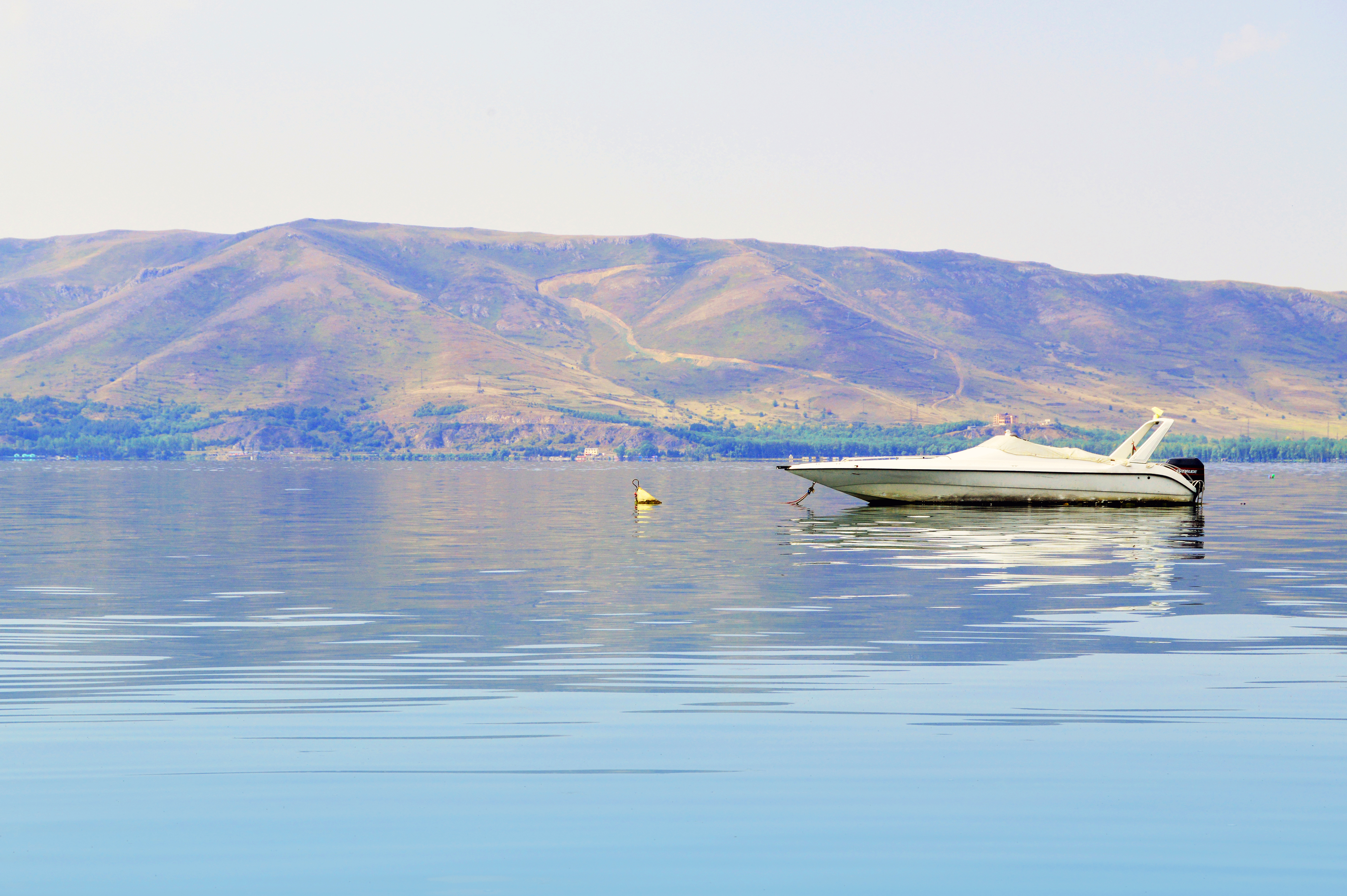
Моторний човен на озері Севан
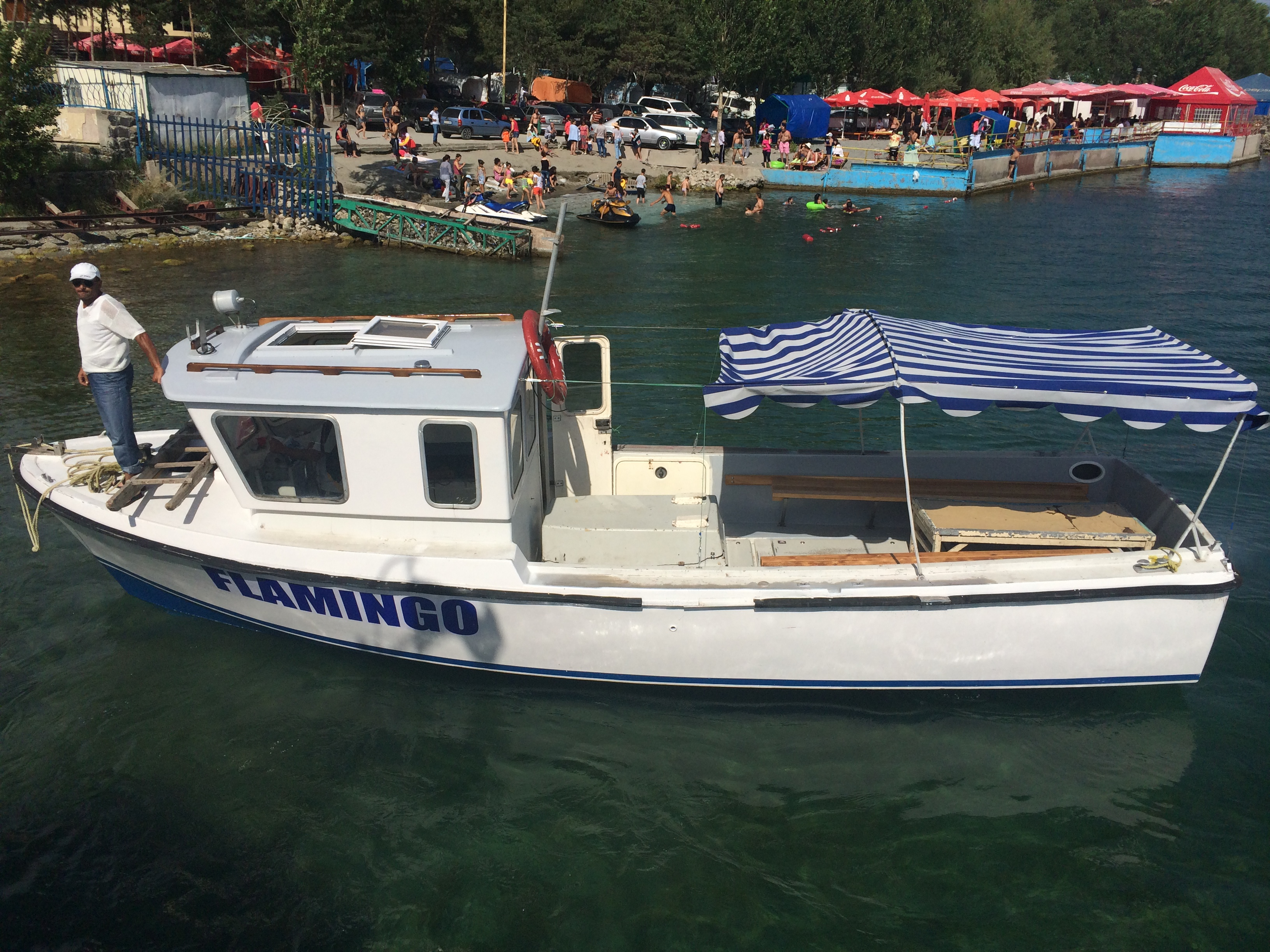
Туристичний човен на озері Севан
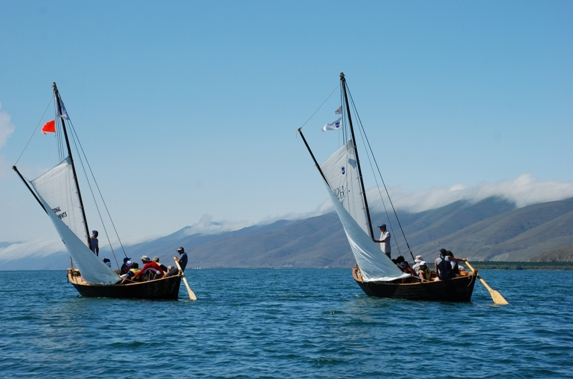
Традиційні севанські човни

## Трубопровідний
Загальна довжина газогонів у Вірменії, станом на 2013 рік, становила 2 233 км.

### Нафтопроводи
У Вірменії відсутні магістральні нафтопроводи. З 2009 року почалося будівництво нафтопроводу Тебріз — Мегрі — Каджаран — Єрасх з Ірану до Вірменії. Згідно з домовленостями, іранська сторона буде поставляти вже готові нафтопродукти. Раніше планувалося спільне будівництво нафтопереробного заводу, або біля вірмено-іранського кордону (м. Мегрі), або біля Єревана, але цей проект було заморожено, оскільки зараз є недостатнє техніко-економічне обґрунтування проекту. Це пов'язано з двома основними факторами:
- По-перше, у Вірменії немає магістральних нафтопроводів. Тобто відсутня широка мережа нафтопроводів по країні, і для транзиту через Грузію.
- По-друге, у Вірменії немає своєї власної нафти. Тобто немає гарантованого безперебійного забезпечення сировиною.

### Газопроводи
Вірменія має 1,9 тис. км газопроводів, потужністю в 9 млрд м³ і одне підземне газосховище об'ємом 190 млн м³. Газотранспортна система належить ЗАТ «АрмРосГазПром». Наразі вірменські газопроводи використовуються як транзитні лише до Нагірно-Карабаської Республіки. Це пов'язано з тим, що сусідні країни-споживачі газу — Грузія та Туреччина використовуть азербайджанський газ, а сама Вірменія закуповує газ в Росії через Грузію, або напряму з Ірану.
Газопровід Іран — Вірменія — 140-км газопровід, який з'єднує Тебріз і газорозподільну станцію в Мегрі. Діаметр труби — 700 мм. Вартість споруди склала 220 млн доларів США (за попередніми оцінками вкладення Газпрому оцінювалися в 140 млн дол), проектна потужність газопроводу — 1,1 млрд кубометрів на рік, до 2019 року планується довести потужність до 2,3 млрд кубометрів. В обмін на поставки газу Вірменія постачає Ірану електроенергією.

## Міський громадський

### Метрополітен

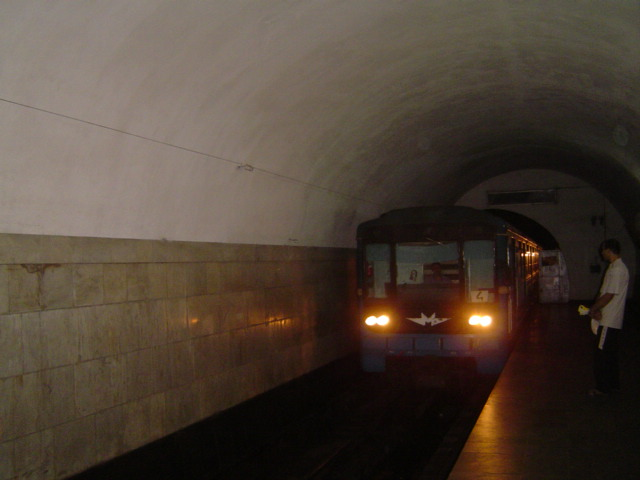
Електропоїзд єреванського метрополитена прибуває на станцію

Метрополітен у Вірменії діє в столиці — місті Єревані. Столичний метрополітен був відкритий 7 березня 1981 р. і складається з однієї лінії з десятьма станціями, а також додаткової односмуговою гілкою. Першим чинним відрізком метрополітену став відрізок «Дружба» (вірм. «Барекамутюн») — «Давид Сасунський» (вірм. «Сасунці Давид»). Довжина метрополітену становить 13,4 км. За рік пасажиропотік становить 21 млн пасажирів. У зв'язку з низьким пасажиропотоком на лінії використовуються двовагонні склади з вагонів типу 81-717/714. Решта вагонів простоюють у депо «Чарбах». Вартість проїзду становить 50 драм. Метрополітен з'єднує північно-західну частину міста через центр з південною частиною міста. Метро в Єревані працює з 6:30 до 23:30.
Планується будівництво додаткових станцій на існуючій лінії, а також перпендикулярної, другої лінії Єреванського метрополітену. В інших містах будівництво метрополітену не планується.

### Тролейбус
У 1949 р. в Єревані р. був відкритий перший тролейбусний маршрут. Перший тролейбусний парк для нього був відкритий у 1957 р. Тролейбус швидко розвивався в Єревані. З будівництвом нових житлових масивів туди відразу ж прокладали тролейбусну лінію. До кінця 2006 р. в Єревані залишилося трохи більше 50 тролейбусних машин. Якщо в радянські часи максимальна кількість тролейбусних ліній досягала 27, то сьогодні залишилося лише 7, випуск на які може сягати від одного до 16 тролейбусів. Є два тролейбусних депо. У центрі міста і уздовж базарів контактна мережа протянута на 2-й і 3-і ряди, так як на жвавих магістралях вздовж узбіч скупчується різний автотранспорт і маршрутні таксі, які не поступаються місцем тролейбусу. У 2005—2006 рр.. в центрі Єревану були встановлені зупинні покажчики, виготовлені за європейським зразком. Проїзд оплачується при виході, а вартість проїзду становить 50 драм. У 2005 і в травні 2006 р. в Єреван надійшла партія з тролейбусів Renault, подарованих владою французького міста Ліона. А у вересні 2007 р. було куплено 18 нових тролейбусів марки «ЛіАЗ» 2007 р. випуску, привезених з Волгограда.

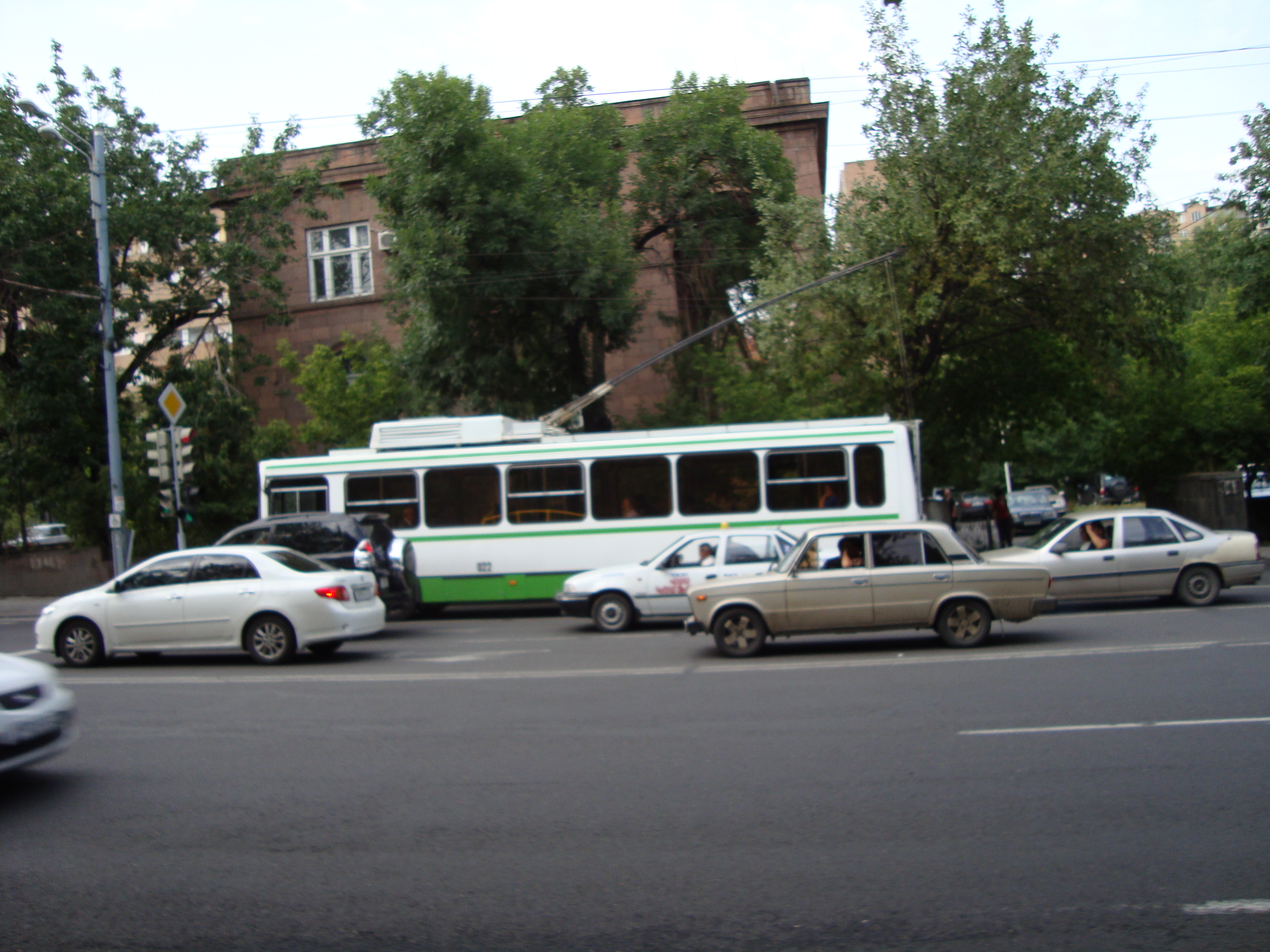
Єреванський тролейбус
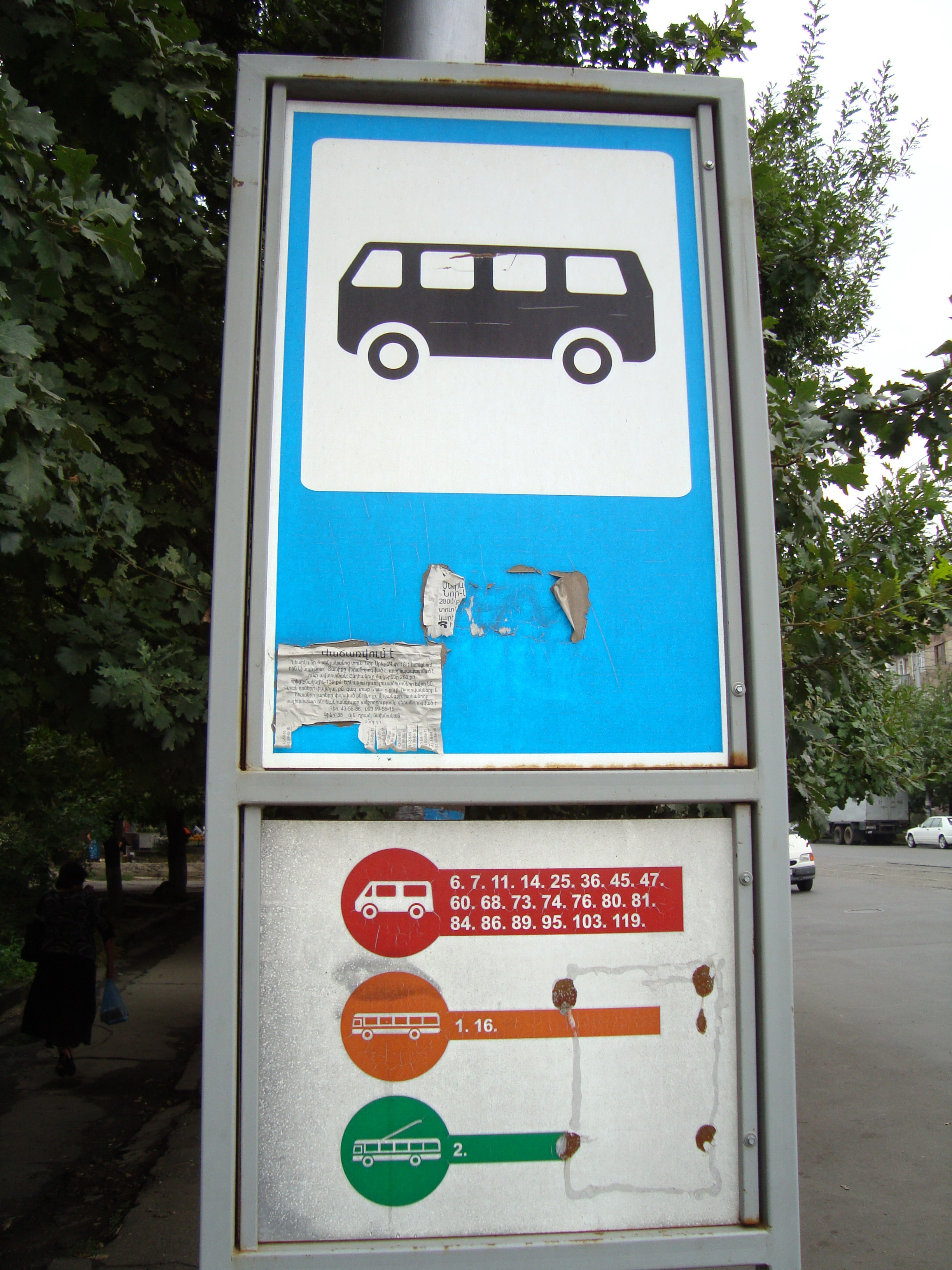
Інформаційне табло на зупинці в Єревані

Друге місто Вірменії, в якому з'явився тролейбус — Гюмрі. Тролейбусна лінія була відкрита у 1962 р. У 1990-і роки місто було опоясено тролейбусними маршрутами. Лінії пролягали по всіх основних вулицях міста з відгалуженнями в бік аеропорту, житлових районів, ринку, залізничної станції. 18 тролейбусів обслуговували 4 міських маршрути. У кінці 90-х років тролейбуси перестали стабільно виходити на маршрути, і люди пересіли на маршрутні таксі. У 2005 р. тролейбусний рух у місті повністю припинився.

### Трамвай
Єдиним містом Вірменії, де коли-небудь існував трамвай був Єреван. 29 вересня 1906 була відкрита Еріванська міська кінно-рейкова дорога підприємця Мірзояна. Цей вид вузькоколійного кінного трамвая існував до серпня 1918 р., коли внаслідок турецько-вірменської війни трамвай був зруйнований.
З 1932 р. був здійснений запуск трамваю по широкій колії електротягою. Число трамвайних вагонів у середньому кожні п'ять років збільшувалася на 25 %, і якщо в 1933 р. їх було 16, то в 1945 р. вже 77 вагонів, а в 1965 р. — 222 одиниці рухомого складу. Використовувалося два види трамваїв — 71-605 та РВЗ-6м2. У зв'язку з тим, що витрати на трмвай були вище в 2,4 раза в порівнянні з автобусами, а також у зв'язку з дорогою електроенергією і проблемами, які створював трамвай під час проходження Київського мосту в Єревані, 21 січня 2004 р. рух трамваїв у Єревані було офіційно закрито. Велика частина шляхів розібрана, трамваї розрізані на металобрухт, трамвайне депо використовується різними приватними підприємствами, а підстанція обслуговує тролейбуси.

### Автобус
Єреванський автобус так само як і інший муніципальний транспорт не користується великою популярністю. Автобусний парк повністю оновлений французькими автобусами, які були придбані за допомогою кредитів Ameria Bank. Вартість проїзду як і в усьому муніципальному транспорті становить 50 драм (трохи більше однієї гривні).

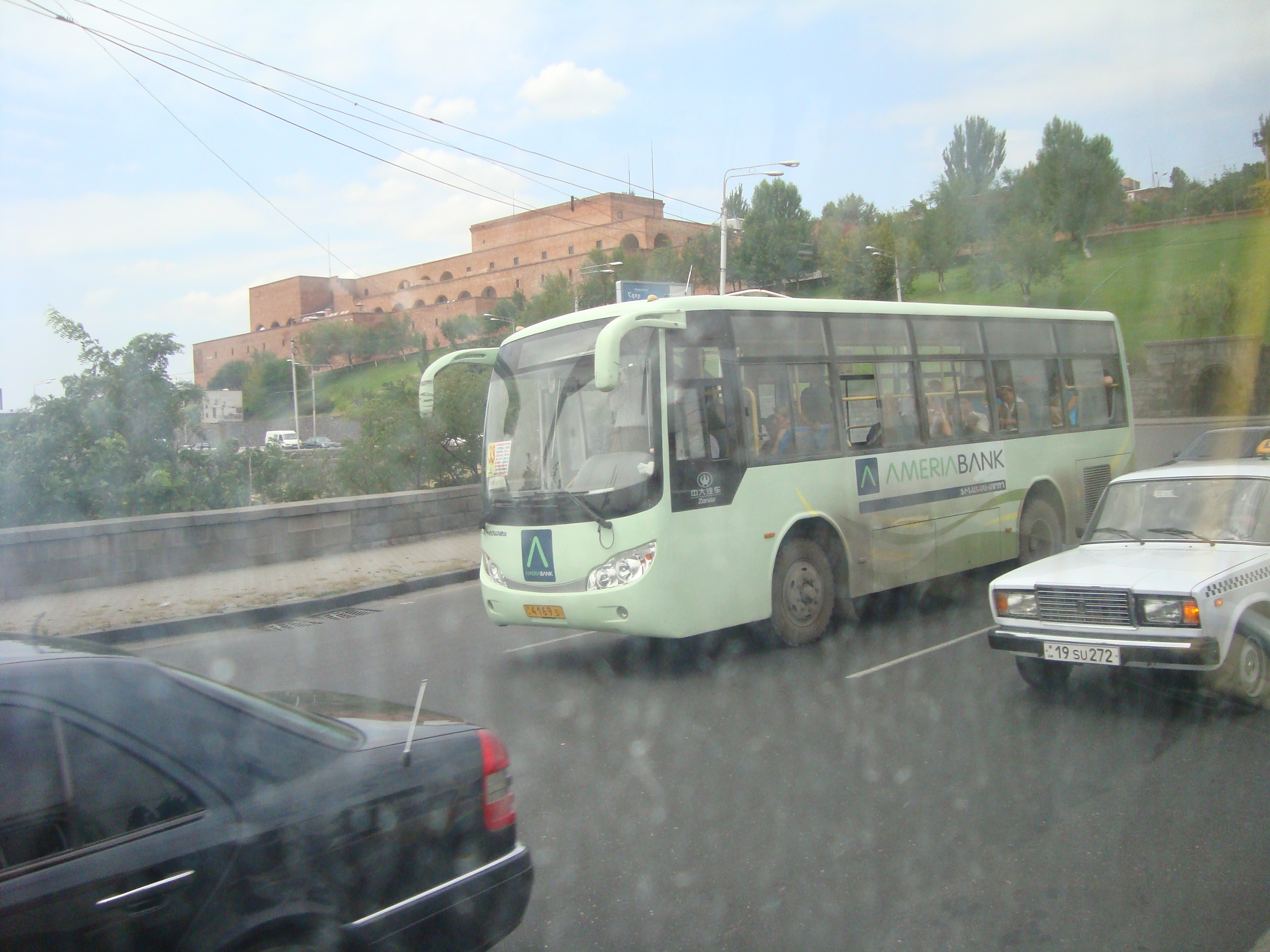
Єреванський автобус
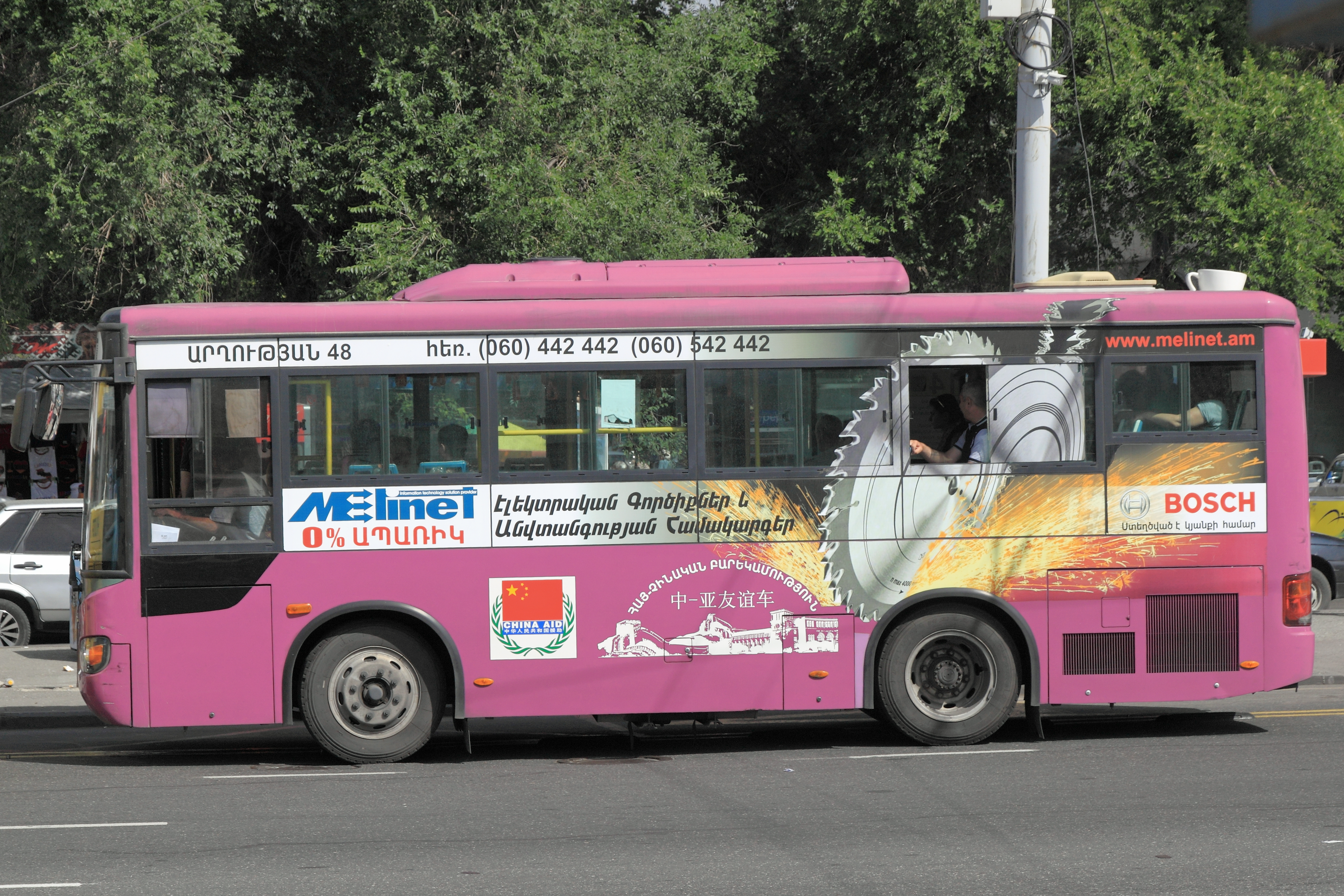
Єреванський автобус

### Маршрутне таксі
Маршрутне таксі в Єревані користується найбільшою популярністю серед усіх видів транспорту. Кількість маршрутів достатньо велика, вони охоплюють усе місто та передмістя. Графік курсування достатньо жвавий. Вартість проїзду у Єревані становить 100, в Степанакерті — 70, а в Гюмрі — 50 вірменських драм. В Єревані курсують маршрутки трьох марок: старі Газелі та Мерседеси та нові українські Богдани.

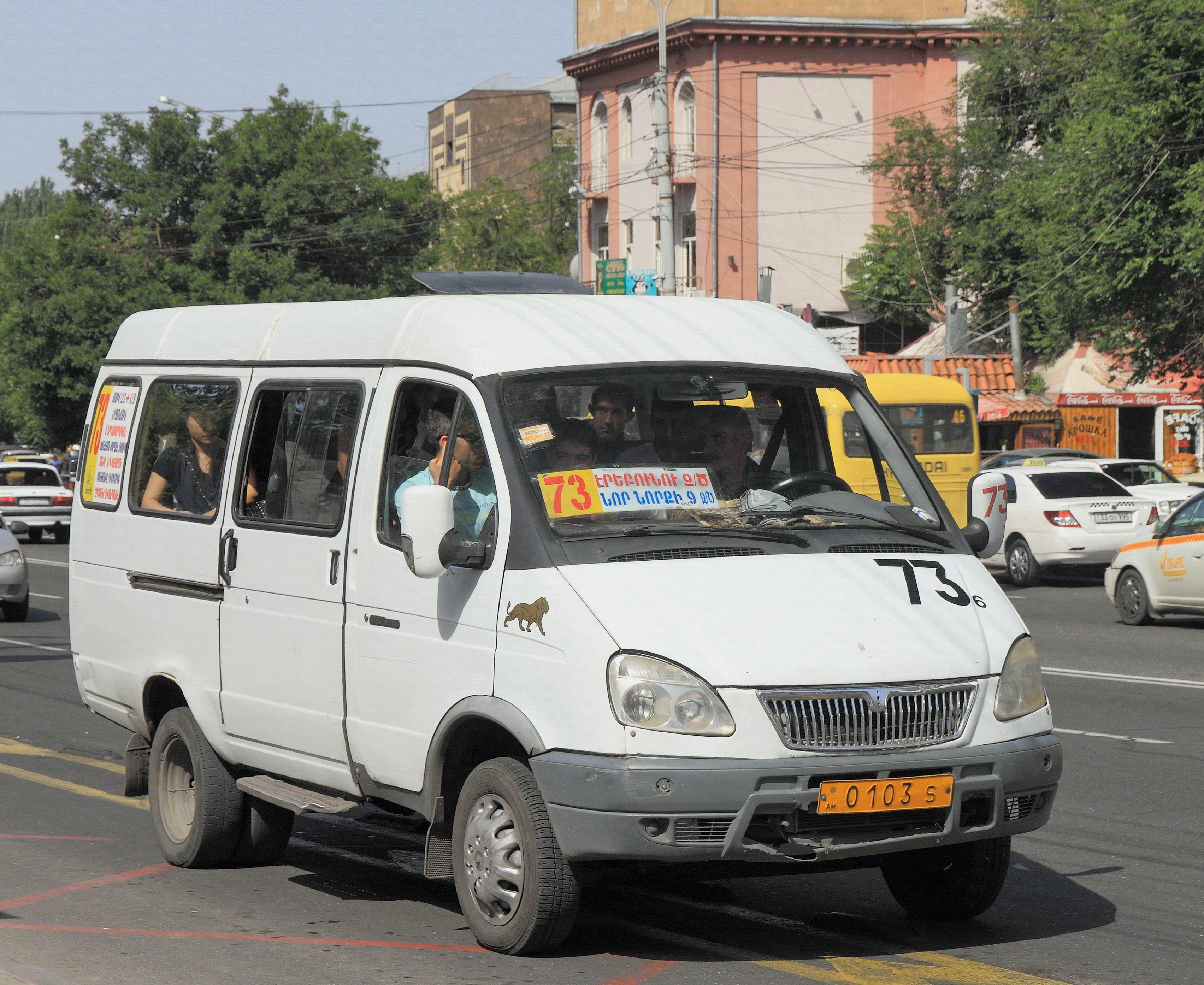
Маршрутне таксі в Єревані

### Таксі

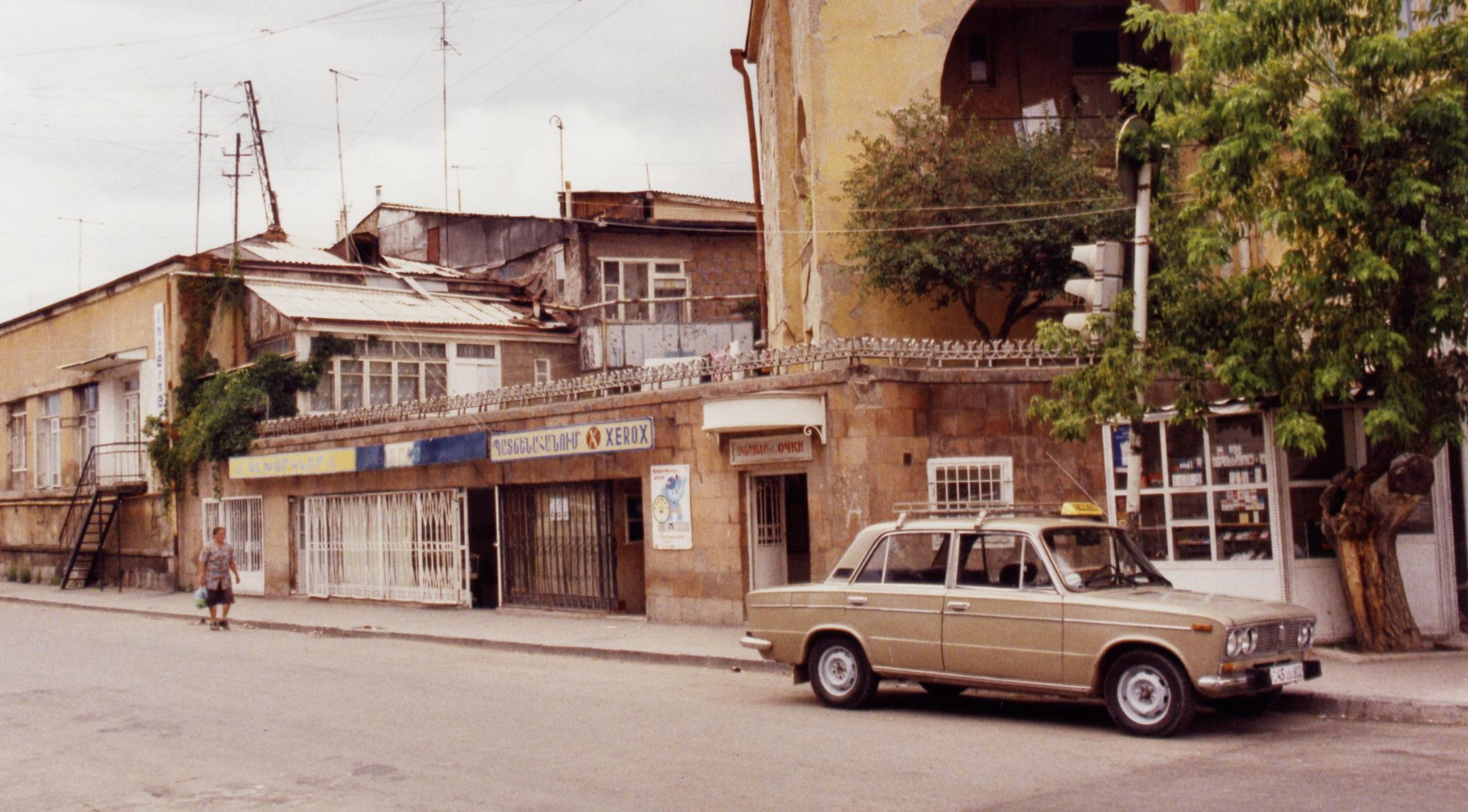
Таксі в місті Гюмрі, 2003 рік

Таксі є другим за популярністю видом транспорту у зв'язку з відносною дешевизною у порівнянні з іншими країнами. Зазвичай таксі попередньо замовляється. На таксі можна дістатися до будь-якого куточку Вірменії, а за додаткову плату і до сусідніх країн. Зустрічається практика, коли кілька людей, які їдуть у тому ж самому напрямку сідають в одне й те саме таксі та порівну сплачують вартість за таксі. У Вірменії таксі є дуже конкурентноздатним видом транспорту. У місцях великого скупчення людей — в центрі міст, в та найвідоміших туристичних об'єктах завжди є багато таксистів. Середня сума, яка залишається таксисту «на чай» становить 15 % від вартості проїзду, але це не є обов'язковим платежем та сплачується на розсуд клієнта.

## Канатно-підвісний транспорт
Канатні дороги у Вірменії є в Єревані, Цахкадзорі (туристичний центр в марзі Котайк), Джермуці (туристичний центр в марзі Вайоц-Дзор), Алаверді (туристичний центр в марза Лорі), а також планується будівництво найдовшої канатної дороги у світі до Татевського монастиря (туристичний центр в марзі Сюнік). Діють також вантажні канатні дороги, наприклад, поряд із містом Каджараном (обслуговує Каджаранське мідно-молібденове родовище, марз Сюнік).

### В Єревані
Канатна дорога з'єднує Норкське плато з центром міста. Ця цікава інженерна споруда дозволила скоротити більш ніж у 5 разів, у порівнянні з автомобілем, час шляху до плато. На канатній дорозі влаштовані дві станції, одна на стику вулиць Налбандяна і Чаренца, інша — на Норкському плато. Відстань між станціями становить 540 метрів при різниці висот 109 метрів. Вагонетка проходить цю відстань за 2,5 хвилини. На канатній дорозі в Єревані 2 березня 2004 р. з великої висоти обрушився вагон, в якому знаходилися 8 людей. В результаті трагедії 3 людини загинули, 5 — поранені. За словами фахівців, які працювали на місці аварії, версія перевантаження вагону, розрахованого на 12 пасажирів, виключається. У зв'язку з інцидентом канатна дорога закрита.

### У Цахкадзорі
Однією з визначних туристичних пам'яток Цахкадзора є канатна дорога протяжністю 6 км вздовж гори Тегеніс. Канатна дорога в Цахкадзорі була відкрита у 1969 р. Гірськолижний комплекс у Цахкадзорі вважається найкращим на Південному Кавказі. Пропускна здатність становить 1000 осіб на годину. Нині діють п'ять ліній, на відкритті останньої був присутній Президент Вірменії.

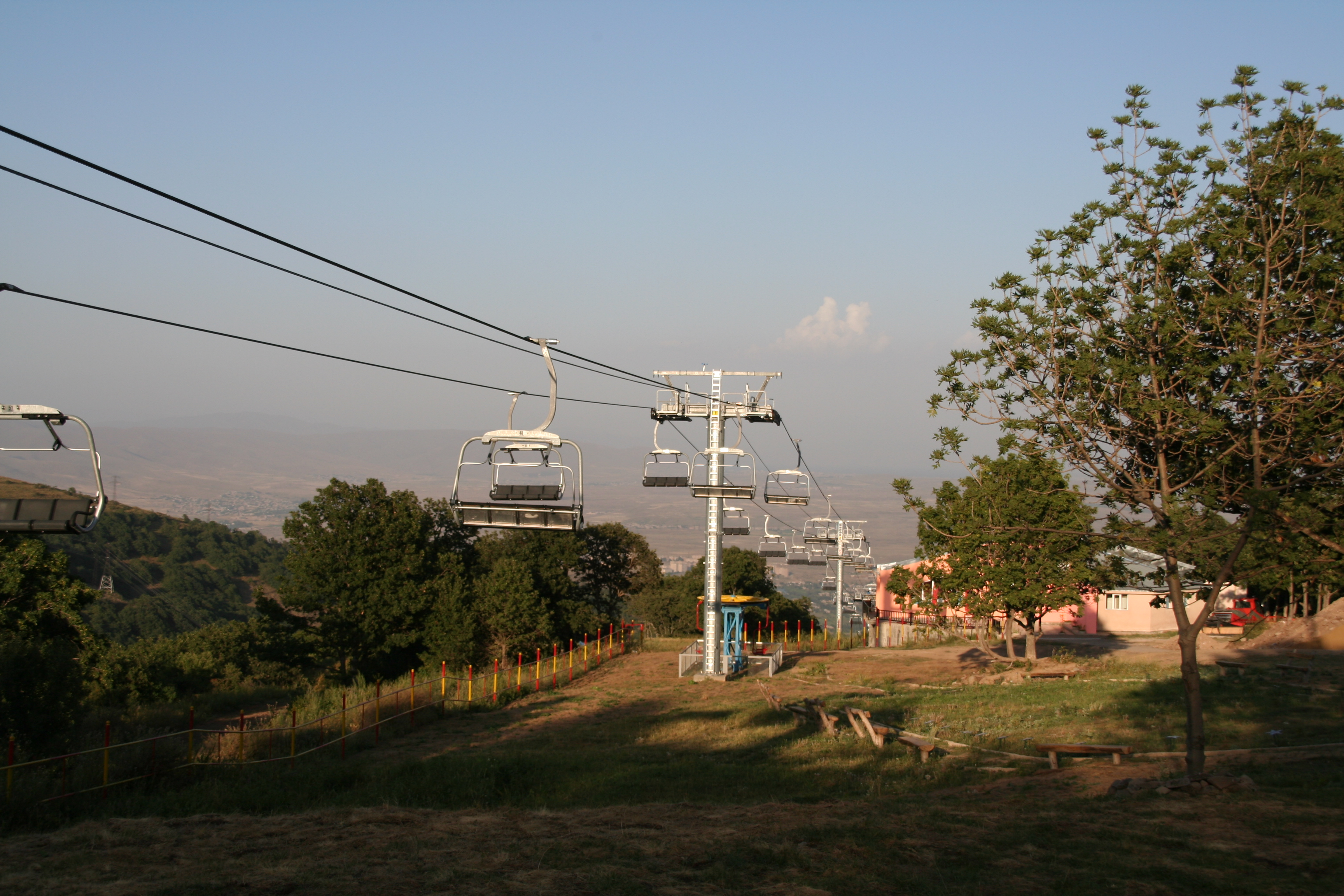
Канатна дорога в Цахкадзорі влітку
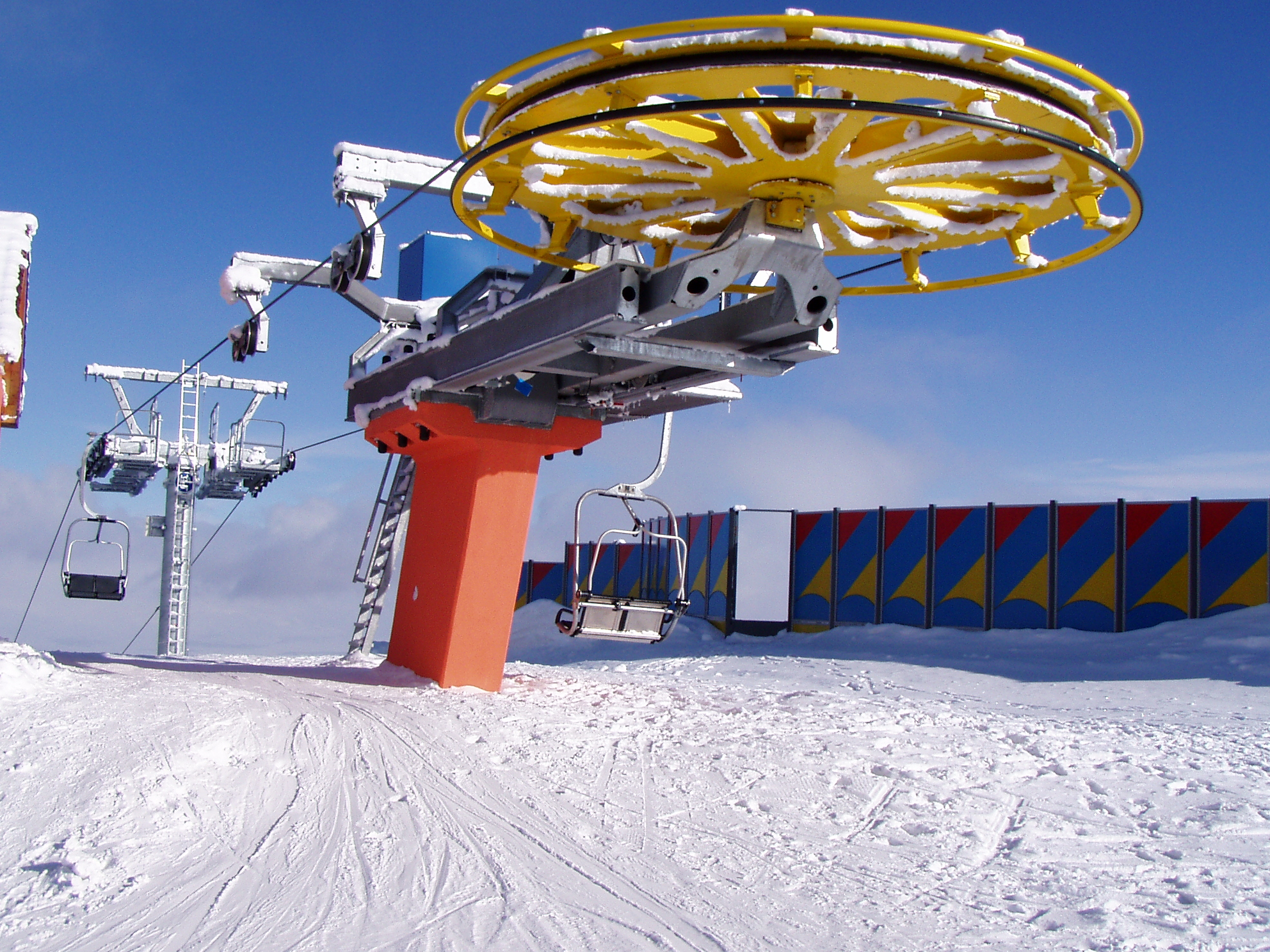
Канатна дорога в Цахкадзорі взимку

### В Алаверді
Канатна дорога з'єднує місто Алаверді, який розташований в низовині, на лівому березі річки Дебед з монастирями Санаїн та Ахпат, які знаходиться на пагорбі протилежного берега річки. Обидва монастиря входять до списку Всесвітньої спадщини ЮНЕСКО. Вартість проїзду становить 70 драм. Максимальна місткість — 13 чоловік. На дистанції курсують два вагончики, які відправляються один одному на зустріч. Вагончики відправляються після заповнення, але інтервал руху становить не рідше 7 хвилин.

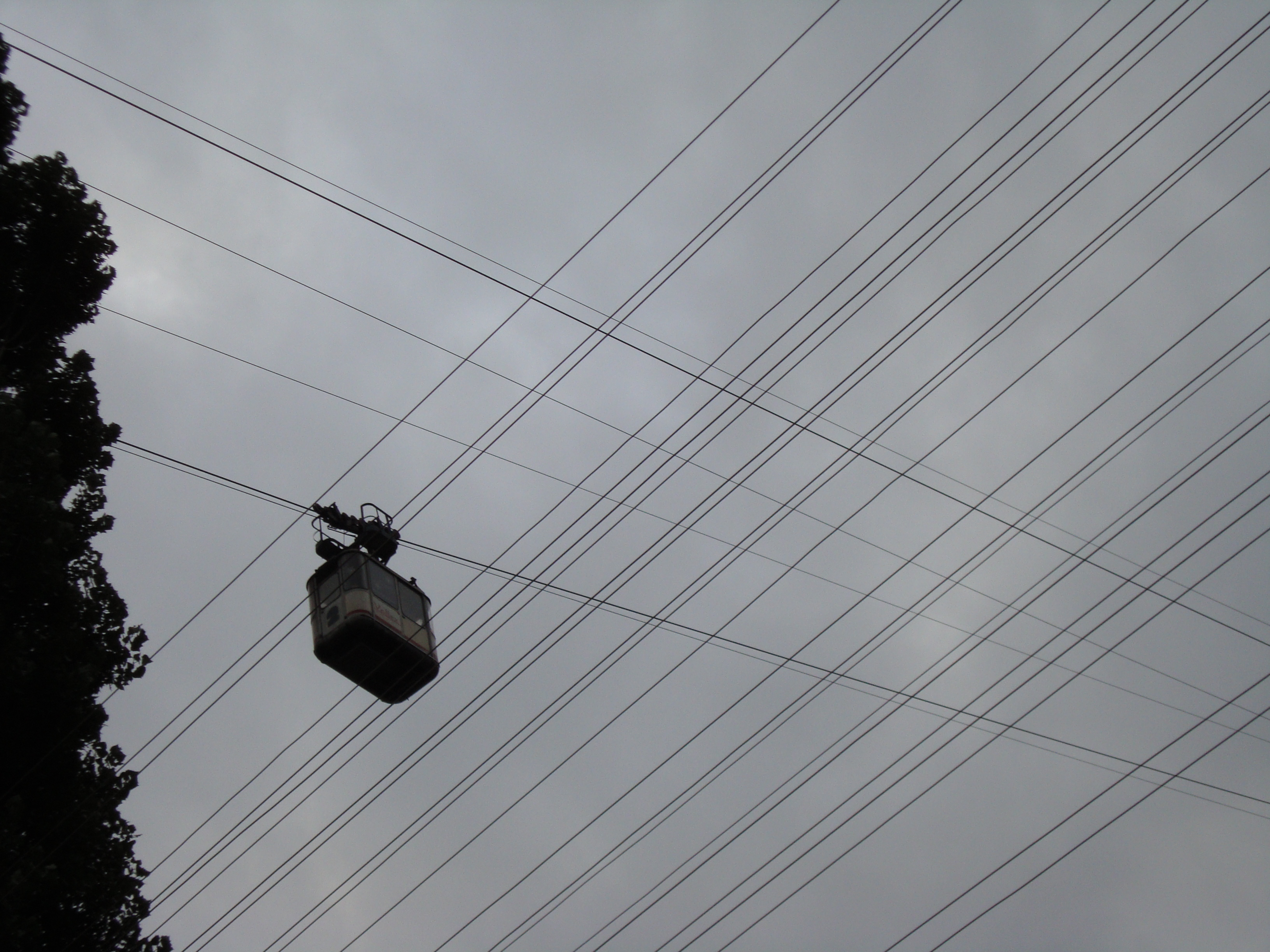
Канатна дорога в Алаверді
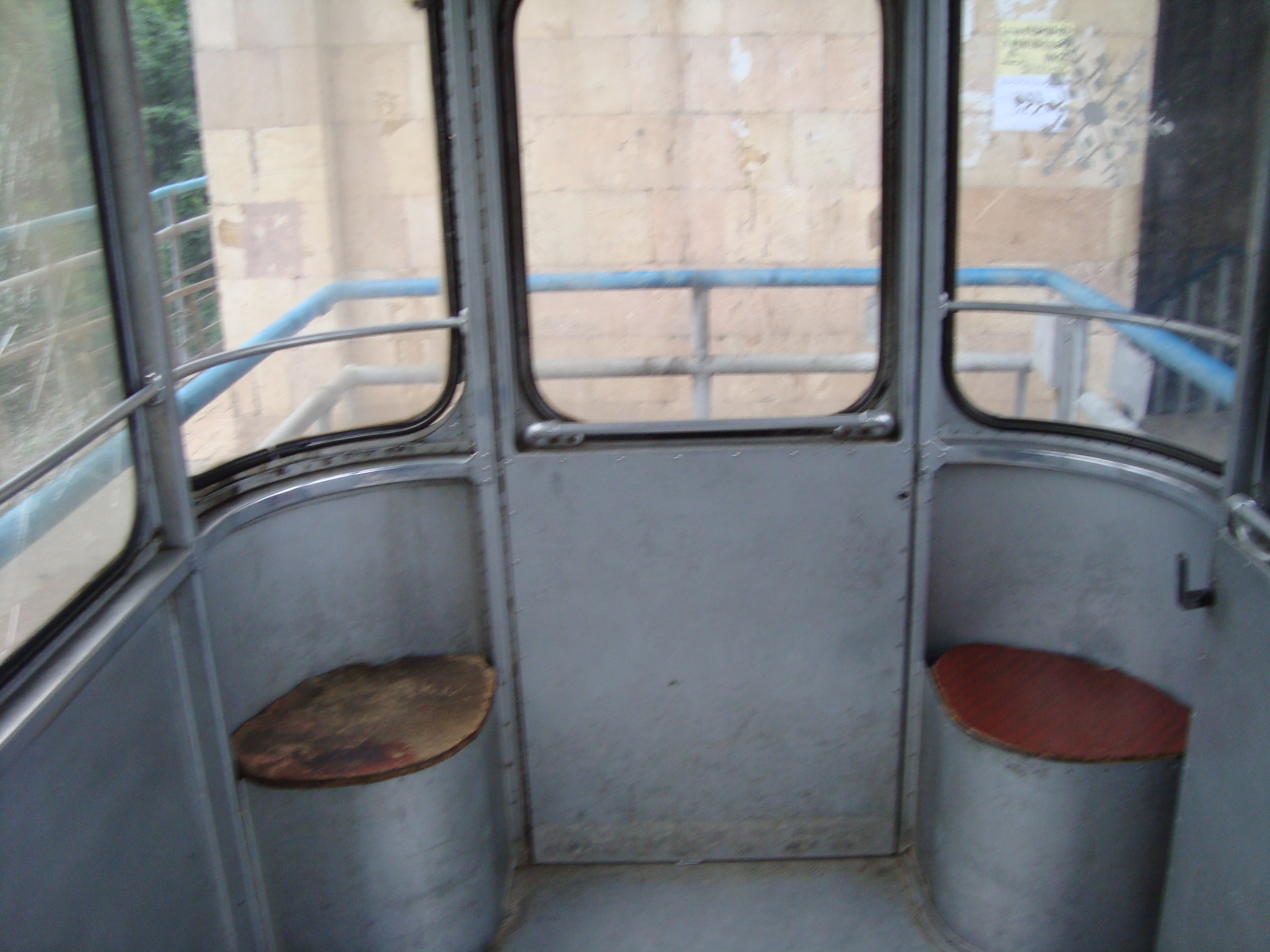
Внутрішній вигляд кабінки

### У Джермуці
У листопаді 2007 р. в місті Джермук була відкрита перша черга канатної дороги. Підйомник двокрісельний, з загальною кількістю місць — 200. Відстань майже від будь-якого готелю до канатної дороги — близько кілометра.
Президент Серж Саргсян 7-8 листопада 2008 р. з дводенним робочим візитом перебував у місті Джермук, знайомлячись із здійсненими в місті широкомасштабними роботами. Президент побував на території канатної дороги, оглянув нульову станцію, ознайомився з роботами з будівництва нової гірськолижної траси та благоустрою прилеглої до канатної дороги території. Для останньої витрачено 70 мільйонів драм, а на будівництво нової гірськолижної траси — близько 200 млн драм. Серж Саргсян оглянув капітально відремонтовану дорогу довжиною 3,7 км, що зв'язує джермукський квартал Кечут з лівосторонньою частиною міста. Згідно з програмою розвитку Джермука до 2012 р., щорічну кількість туристів у місті планується довести до 100 тис., а прибуток туристичної індустрії в місті — до 100 млн дол США.

### У Татеві
Інженерна споруда «Крила Татева» простягається на 5,7 км над глибокою й живописною ущелиною річки Воротан, поєднуючи два села: Алідзор (неподалік від єреванської траси) та Татев, розташоване поблизу монастиря. Найбільша висота над ущелиною складає 320 м. Кабіна, що вміщує 25 пасажирів, рухається з максимальною швидкістю 37 км/год, проходячи шлях від точки відправлення до точки призначення за 11 хвилин 25 секунд. Підтримують кабіни 6 тросів (по три на кожну — два несучих, один для приводу). Троси спроможні утримувати вантажі, що в 10-15 разів перевищують номінальне навантаження. Основний привід дороги — два електродвигуни — один основний, один резервний. Також конструкція оснащена дизельним двигуном, який підключається у випадку припинення подачі електроенергії. Працездатність канатної дороги забезпечується навіть при вітрі силою до 70 м/с. Дорога забезпечить доступ до монастиря також і у зимовий сезон, чим сприятиме продовженню туристичного сезону у Вірменії.

Спорудження канатної дороги обійшлось у $18 млн, її будівництво фінансували в основному приватні фонди. Для місцевих жителів проїзд канатною дорогою безкоштовний, туристам він коштує 6 євро.

## Державне управління
Держава здійснює управління транспортною інфраструктурою країни через Міністерство транспорту і зв'язку. Станом на грудень 2016 року міністерство в уряді Карена Карапетяна очолював Ваган Мартиросян.

### Українською
- Атлас. 10-11 клас. Економічна і соціальна географія світу / упорядники :  О. Я. Скуратович, Н. І. Чанцева. — К. : ДНВП «Картографія», 2010. — ISBN 978-966-475-639-3.
- Атлас світу / голов. ред. І. С. Руденко ; зав. ред. В. В. Радченко ; відп. ред. О. В. Вакуленко. — К. : ДНВП «Картографія», 2005. — 336 с. — ISBN 9666315467.
- Безуглий В. В. Економічна і соціальна географія зарубіжних країн : Навчальний посібник. — К. : ВЦ «Академія», 2007. — 704 с. — ISBN 978-966-580-239-6.
- Безуглий В. В., Козинець С. В. Регіональна економічна і соціальна географія світу : Навчальний посібник. — видання 2-ге, доп., перероб. — К. : ВЦ «Академія», 2007. — 688 с. — ISBN 966-580-144-9.
- Головченко В., Кравчук О. Країнознавство: Азія, Африка, Латинська Америка, Австралія і Океанія. — К., 2006. — 335 с. — ISBN 966-8939-04-2.
- Дахно І. І. Країни світу: Енциклопедичний довідник / І. І. Дахно, С. М. Тимофієв. — К. : Мапа, 2011. — 606 с. — (Бібліотека нового українця) — ISBN 978-966-8804-23-6.
- Дахно І. І. Економічна географія зарубіжних країн : навчальний посібник. — К. : Центр учбової літератури, 2014. — 319 с. — ISBN 978-611-01-0682-5.
- Дорошенко В. І. Географія транспорту : Навчальний посібник / В. І. Дорошенко, К. Д. Діденко. — К. : Київський нац. ун-т ім. Т. Шевченка, 2010. — 183 с. — ISBN 978-966-439-329-1.
- Дубович І. А. Країнознавчий словник-довідник. — 5-те вид., перероб. і доп. — К. : Знання, 2008. — 839 с. — ISBN 978-966-346-330-8.
- Економічна і соціальна географія країн світу : Навчальний посібник / За ред. С. П. Кузика. — Л. : Світ, 2002. — 672 с. — ISBN 966-603-178-7.
- Зарубіжна транспортна географія : навчальний посібник / уклад. : Петрашевський О. Л. и др. — К. : Національний транспортний університет, 2015. — 95 с. — ISBN 978-966-632-227-5.
- Ігнатьєв П. М. Країнознавство: Країни Азії. — Ч. : Книги-ХХІ, 2004. — 383 с. — ISBN 966-8029-53-4.
- Книш М. М., Мамчур О. І. Регіональна економічна і соціальна географія світу (Латинська Америка та Карибські країни, Африка, Азія, Океанія) : навч. посіб. — Л. : ЛНУ ім. Івана Франка, 2013. — 368 с. — ISBN 978-617-10-0007-0.
- Юрківський В. М. Регіональна економічна і соціальна географія. Зарубіжні країни : Підручник. — К. : Либідь, 2001. — 416 с. — ISBN 966-06-0092-5.

### Англійською
- (англ.) Modern Transport Geography / Hoyle, B. and R. Knowles (eds). — Second Edition,. — London : Wiley, 1998.
- (англ.) Rodrigue, J-P. The Geography of Transport Systems. — Fourth Edition. — N. Y. : Routledge, 2017. — 440 с. — ISBN 978-1138669574.
- (англ.) Taaffe E. J., Gauthier H. L. and O'Kelly M. E. Geography of transportation. — Second Edition. — N. Y. : Prentice Hall, 1996. — ISBN 0-13-368572-1.
- (англ.) Black, W. Transportation: A Geographical Analysis. — N. Y. : Guilford, 2003.

### Російською
- (рос.) Армения // Страны и народы. Советский Союз. Республики Закавказья. Республики Средней Азии. Казахстан / Редкол. : Т. А. Жданко (отв. ред., ред.-сост.) и др. — М. : «Мысль», 1984. — 382 с. — (Страны и народы) — 180 тис. прим.
- (рос.) Максаковский В. П. Географическая картина мира. Книга I: Общая характеристика мира. — М. : Дрофа, 2008. — 495 с. — ISBN 978-5-358-05275-8.
- (рос.) Максаковский В. П. Географическая картина мира. Книга II: Региональная характеристика мира. — М. : Дрофа, 2009. — 480 с. — ISBN 978-5-358-06280-1.
- (рос.) Физико-географический атлас мира. — М. : Академия наук СССР и главное управление геодезии и картографии ГГК СССР, 1964. — 298 с.
- (рос.) Шаповал Н. С. Транспортная география и транспортные системы мира : учебное пособие. — К. : Центр учбової літератури, 2006. — 188 с. — ISBN 000-0000-00-4.
- (рос.) Экономическая, социальная и политическая география мира. Регионы и страны / под ред. С. Б. Лаврова, Н. В. Каледина. — М. : Гардарики, 2002. — 928 с. — ISBN 5-8297-0039-5.
- (рос.) Энциклопедия стран мира / глав. ред. Н. А. Симония. — М. : НПО «Экономика» РАН, отделение общественных наук, 2004. — 1319 с. — ISBN 5-282-02318-0.